# Stradario di Firenze

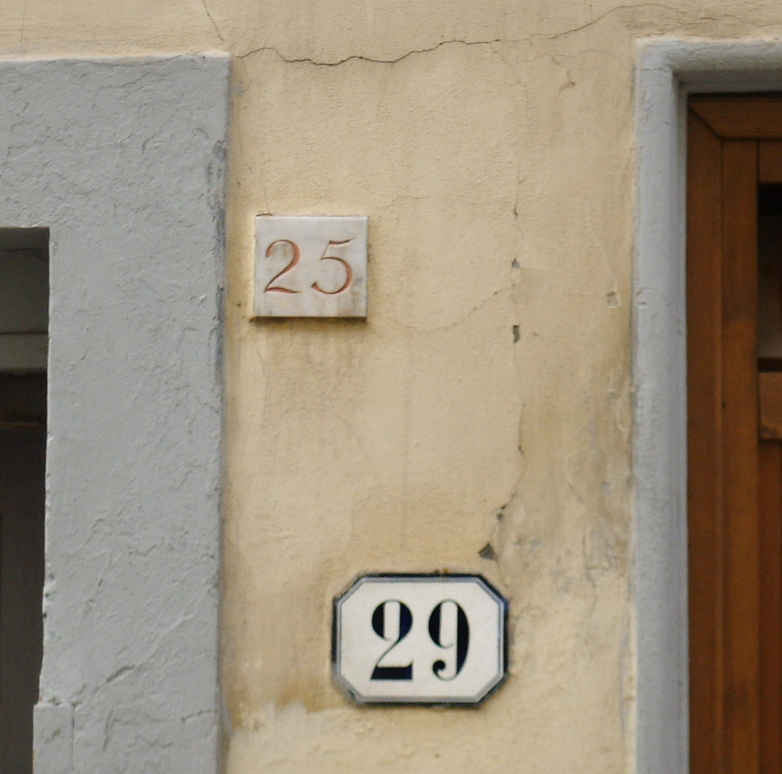
Numeri neri e rossi a Firenze.

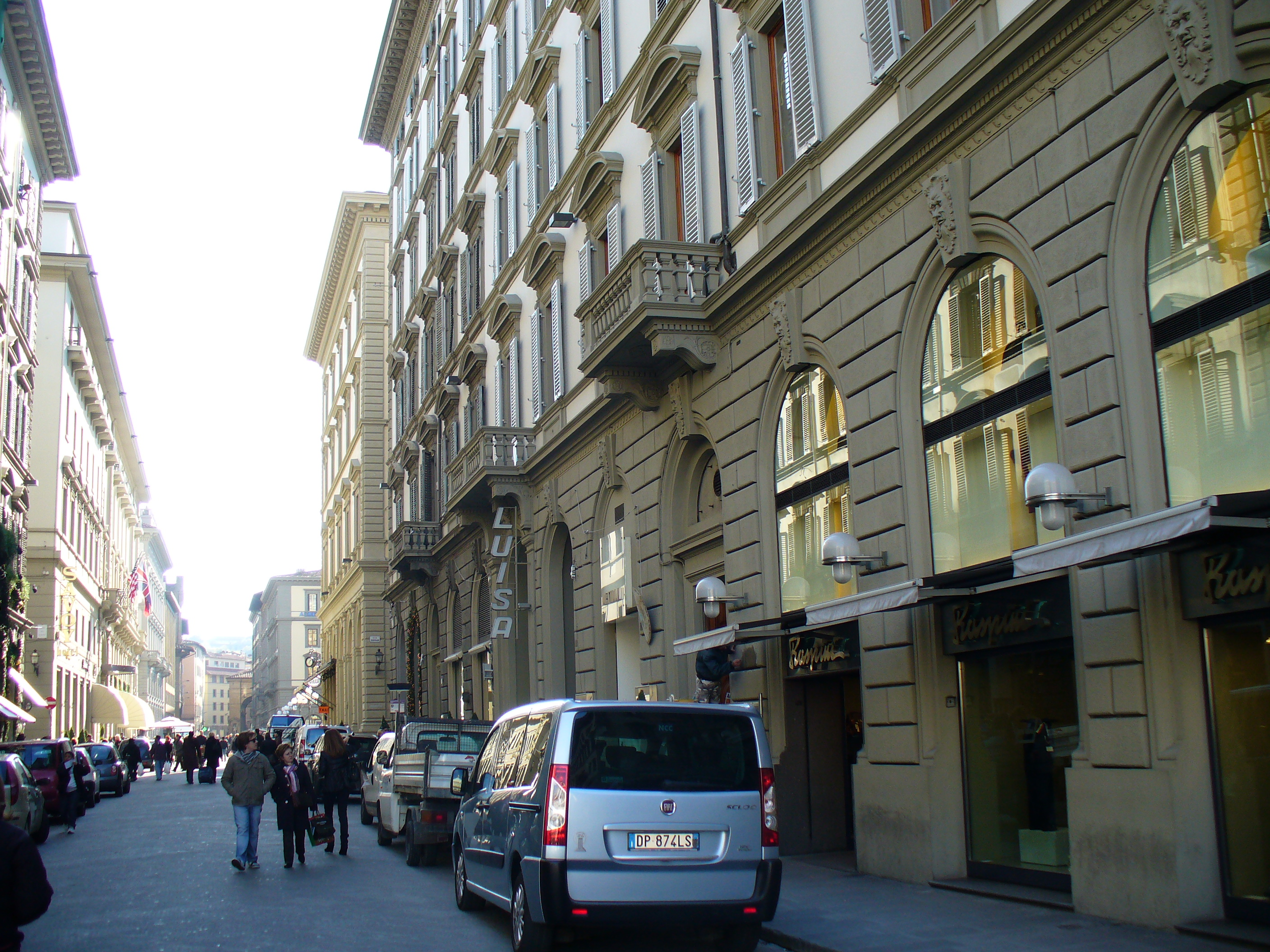
Via Roma

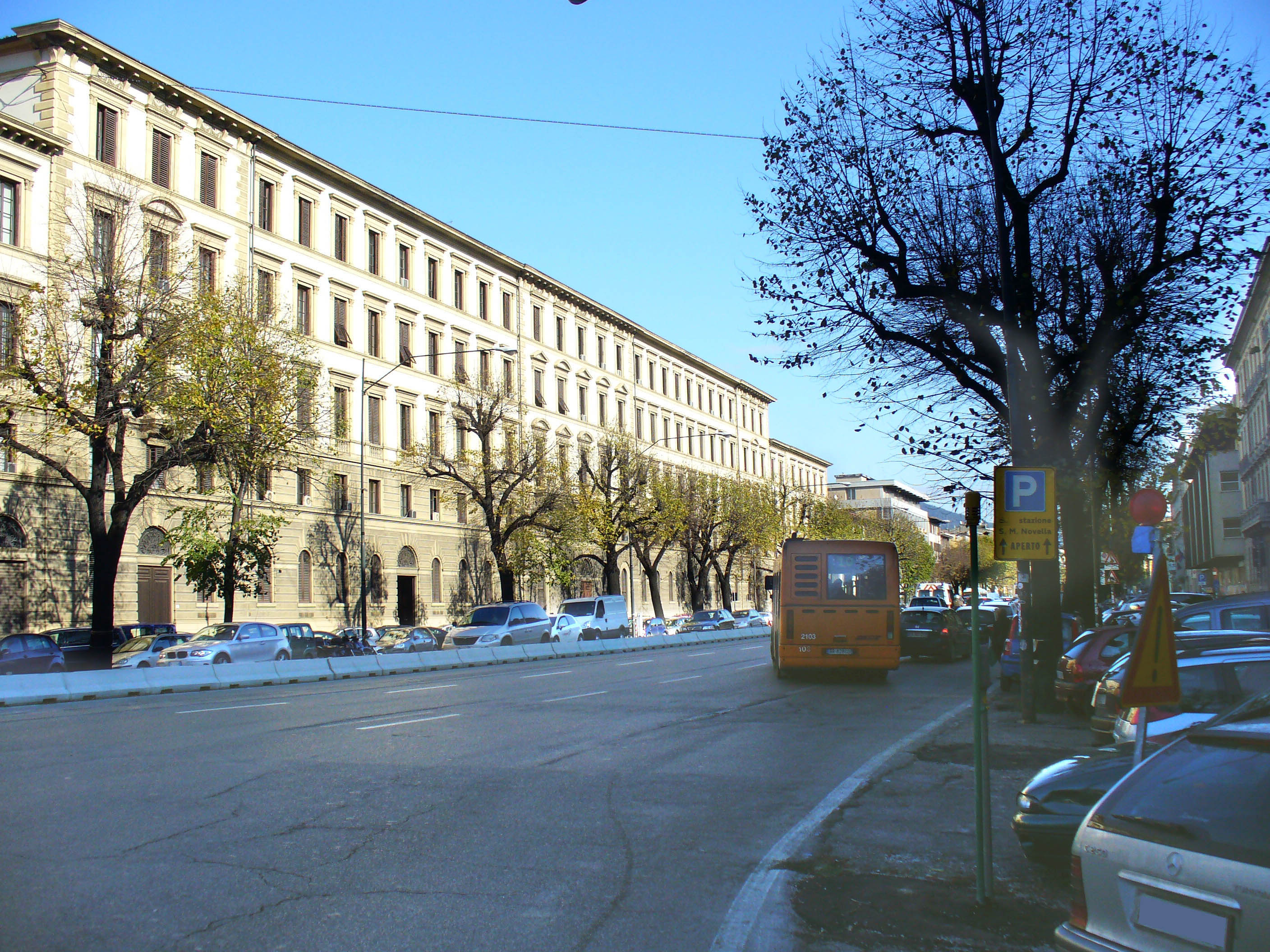
Viale Spartaco Lavagnini

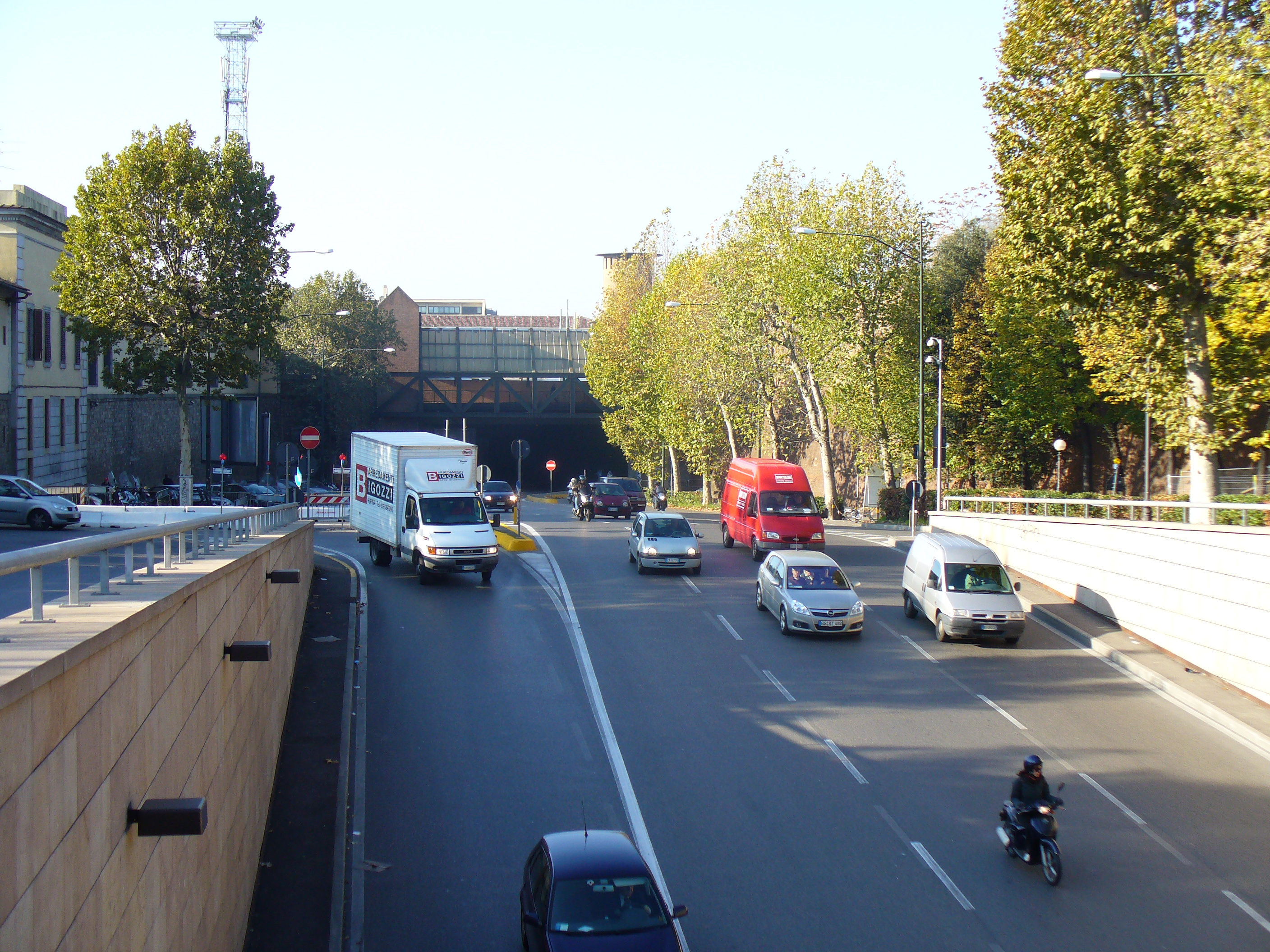
Viale Filippo Strozzi

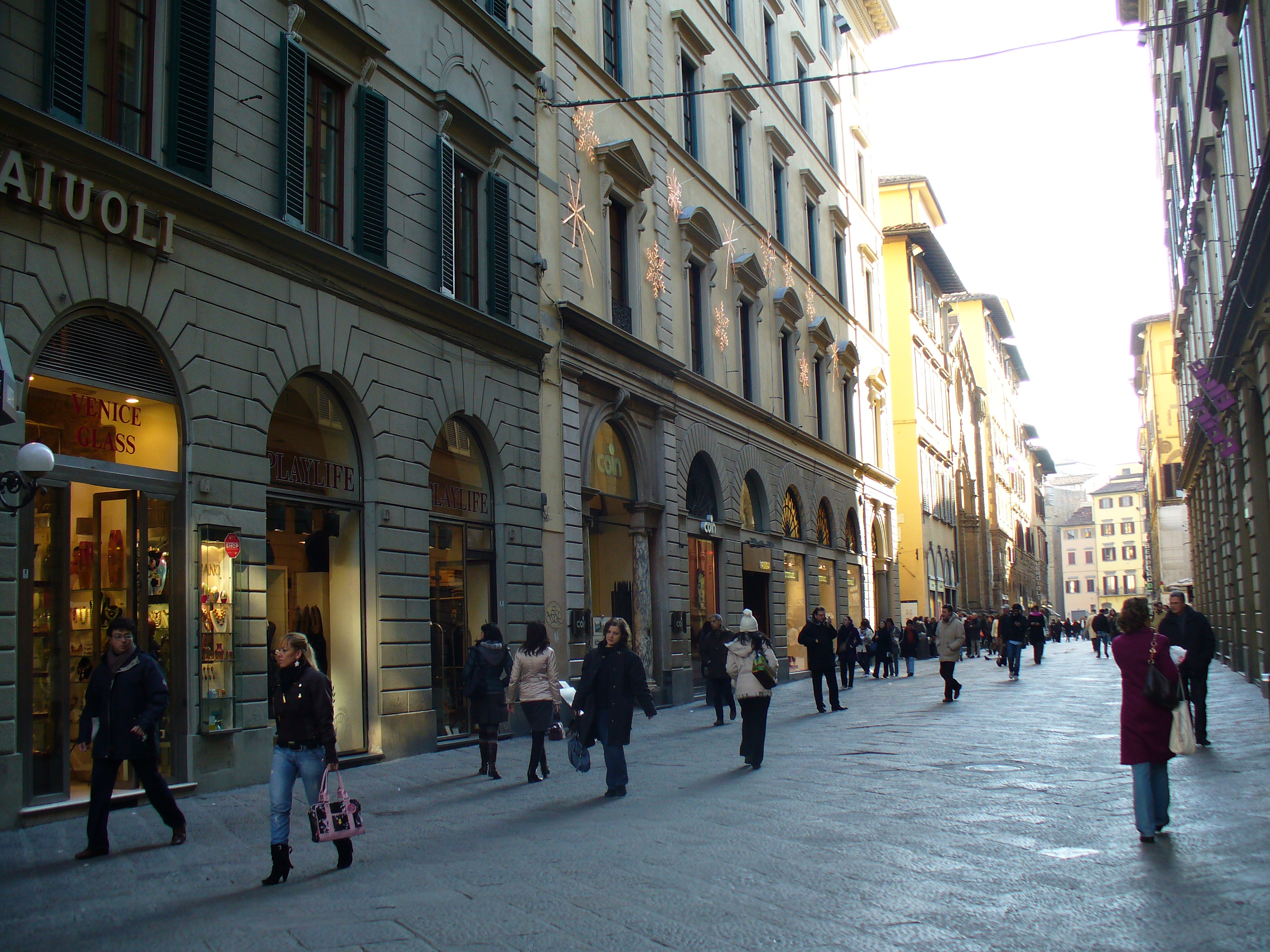
Via de' Calzaiuoli

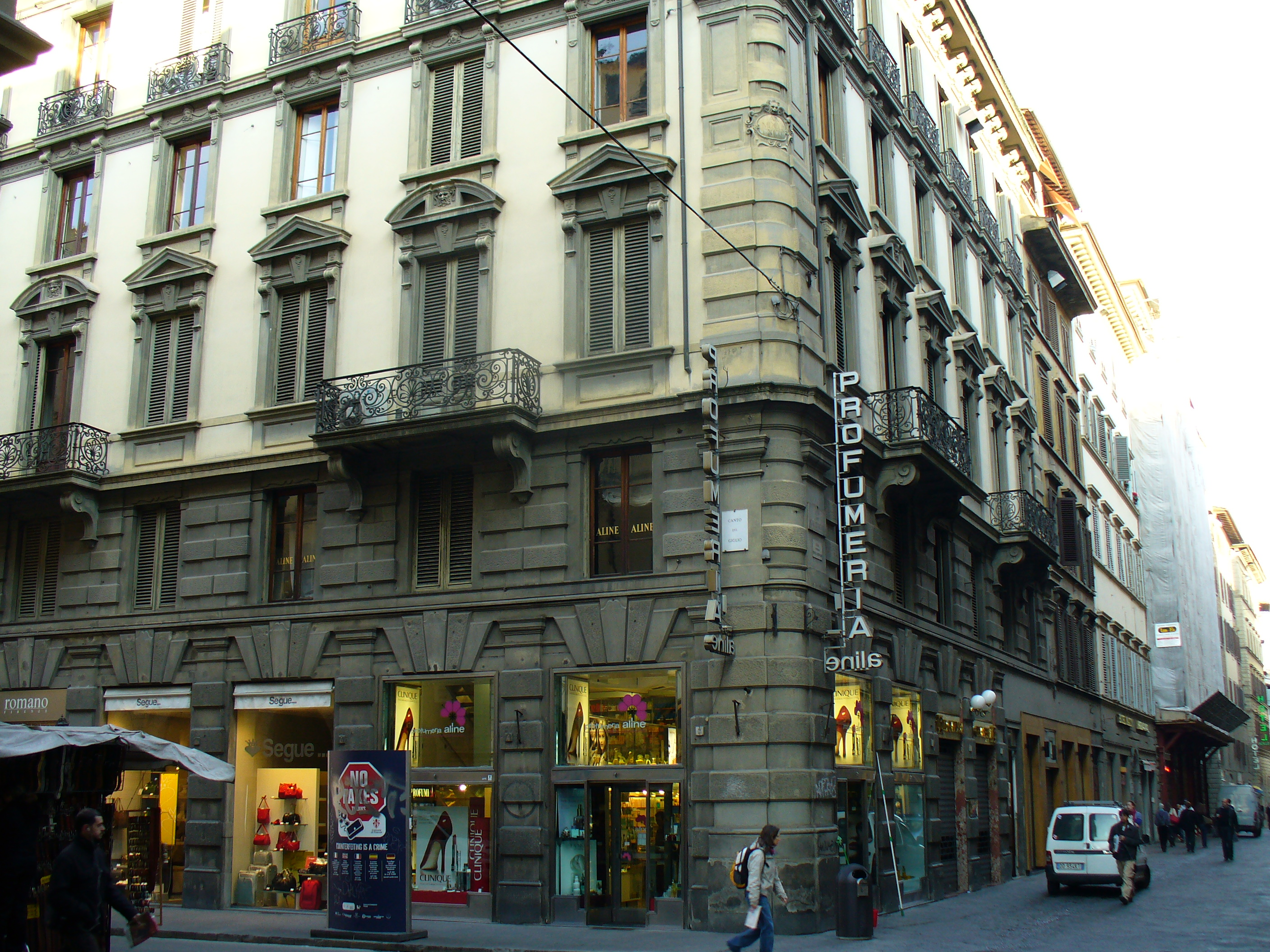
Angolo Via degli Speziali-Via de' Cerretani

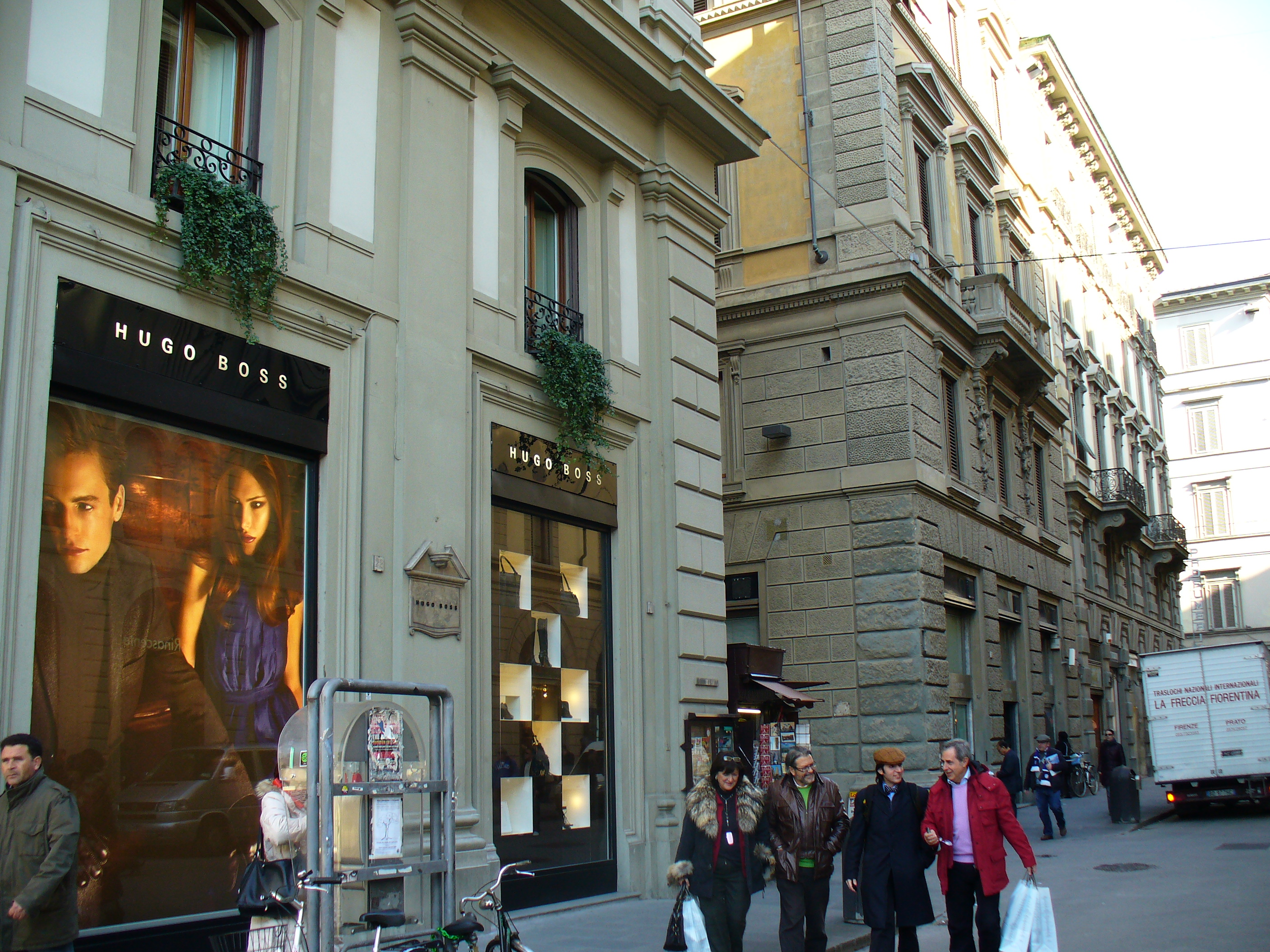
Via degli Speziali

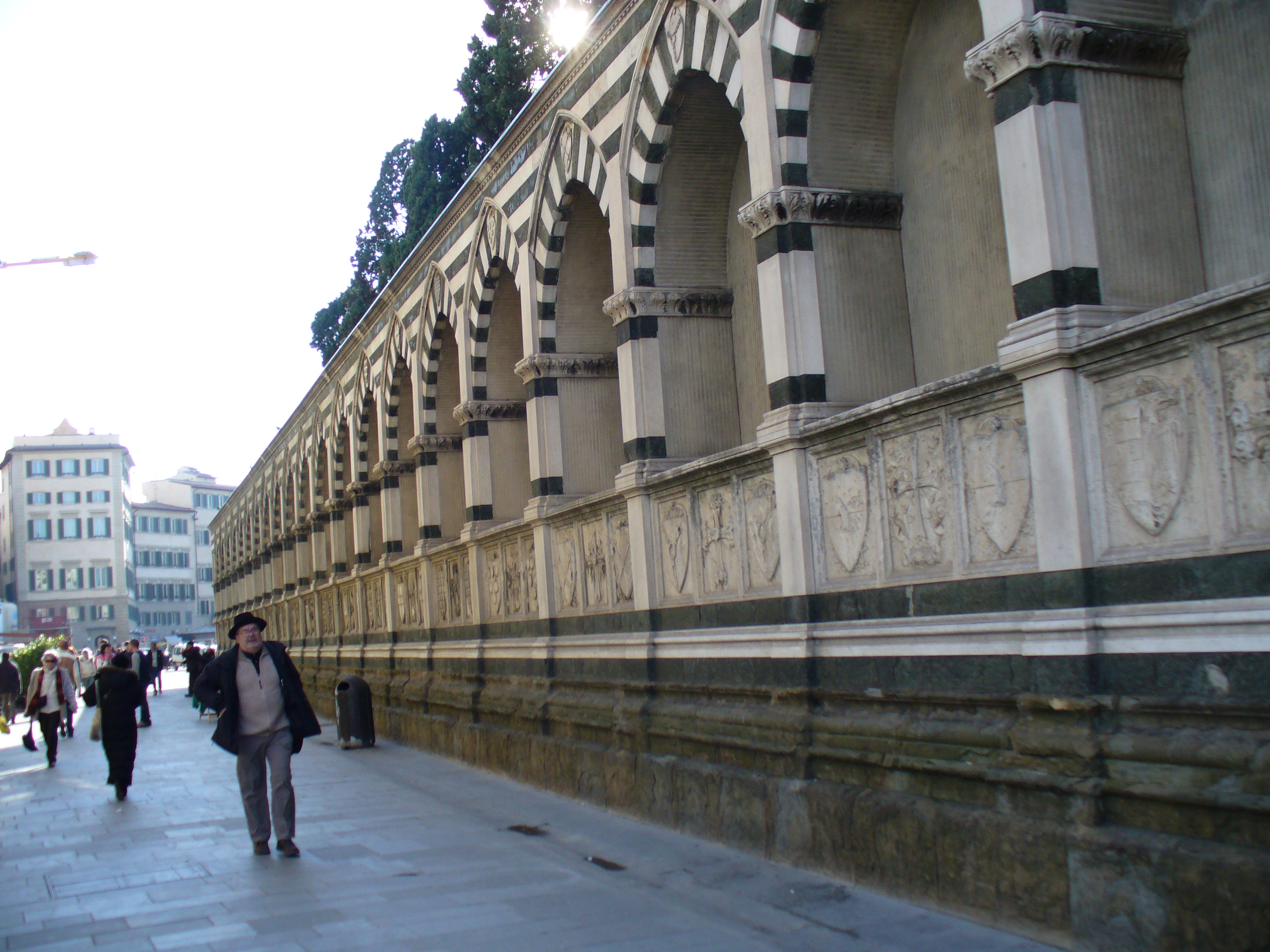
Via degli Avelli

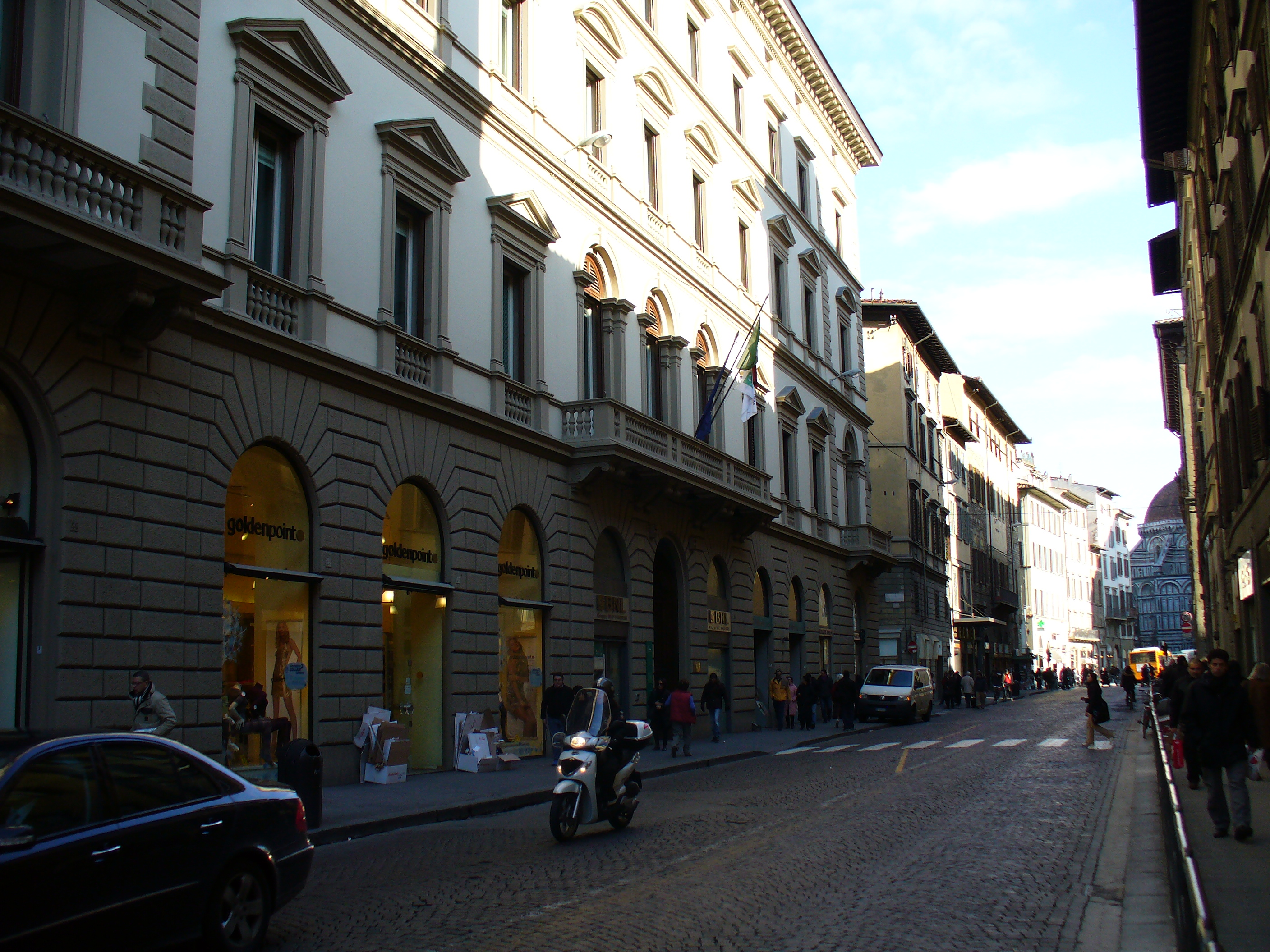
Via de' Cerretani

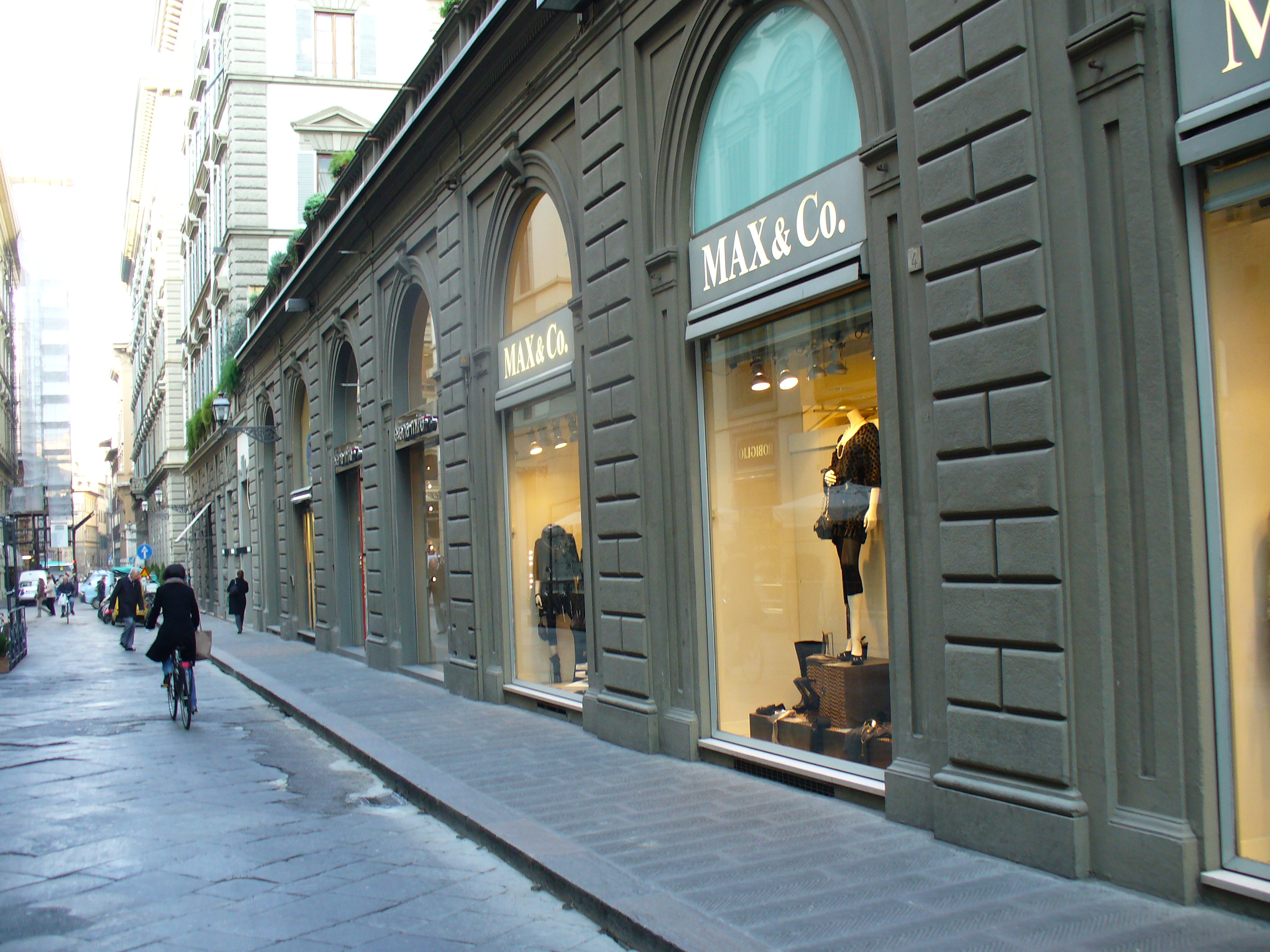
Via de' Tosinghi

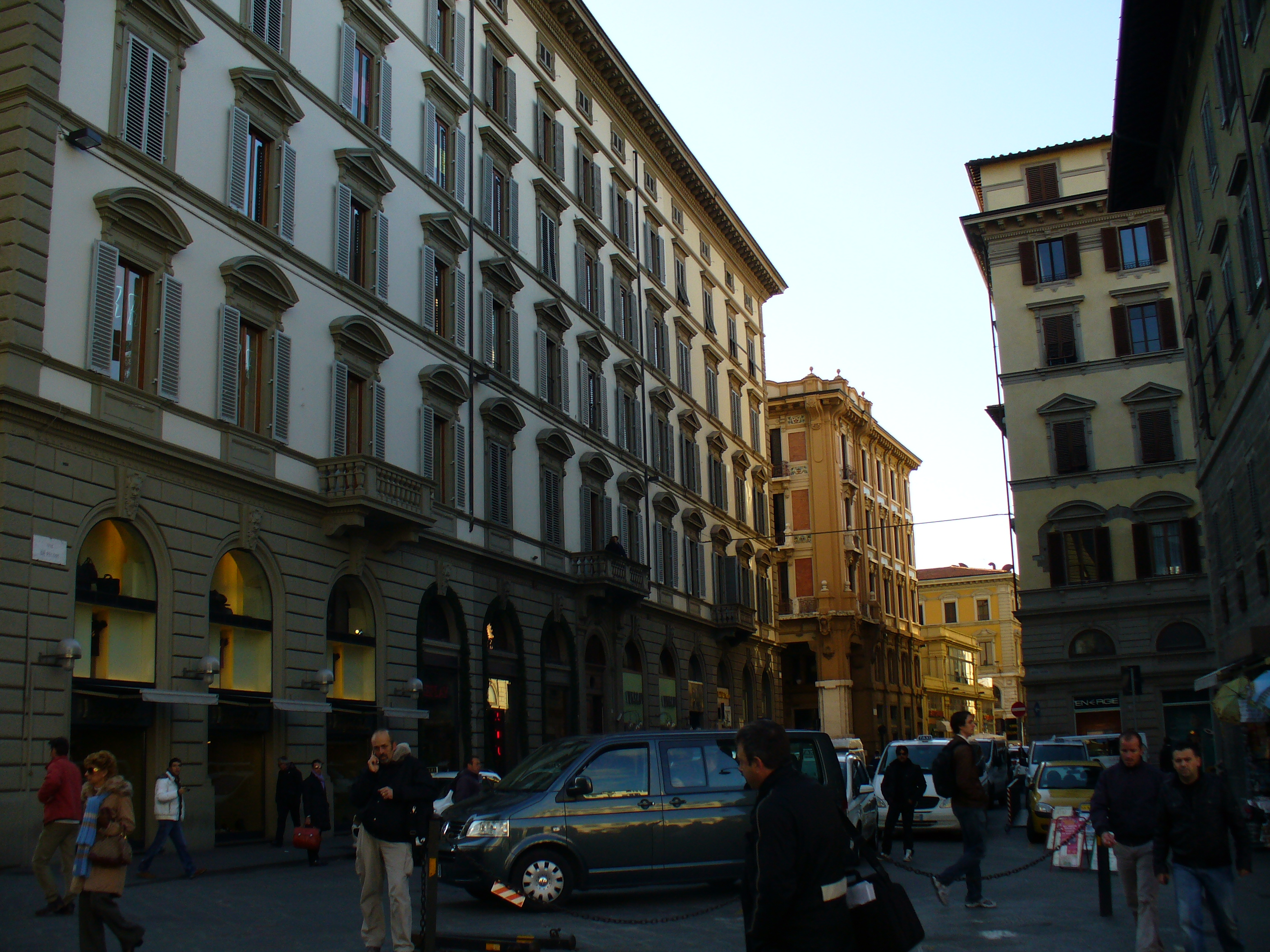
Via de' Pecori

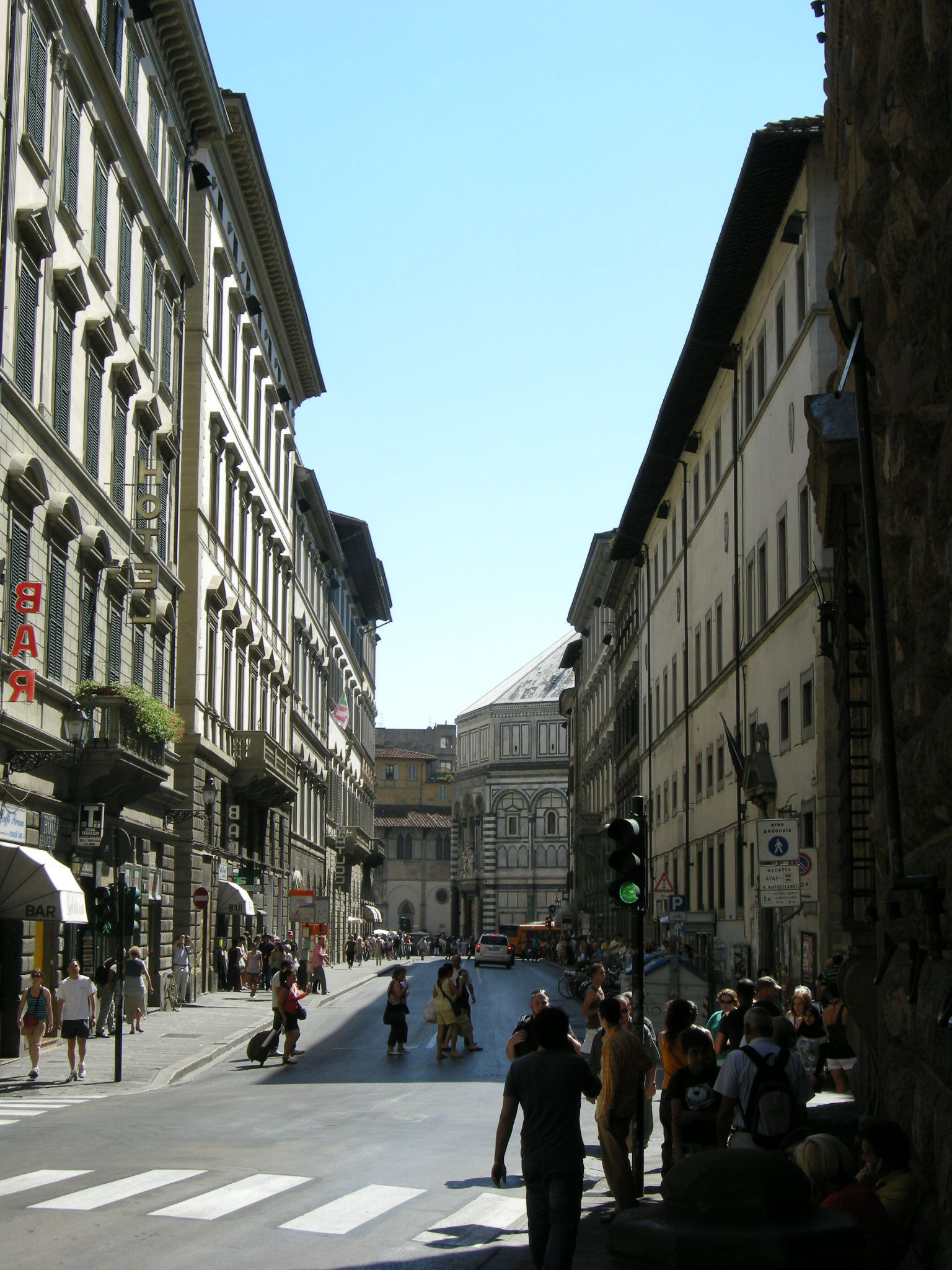
Via de' Martelli

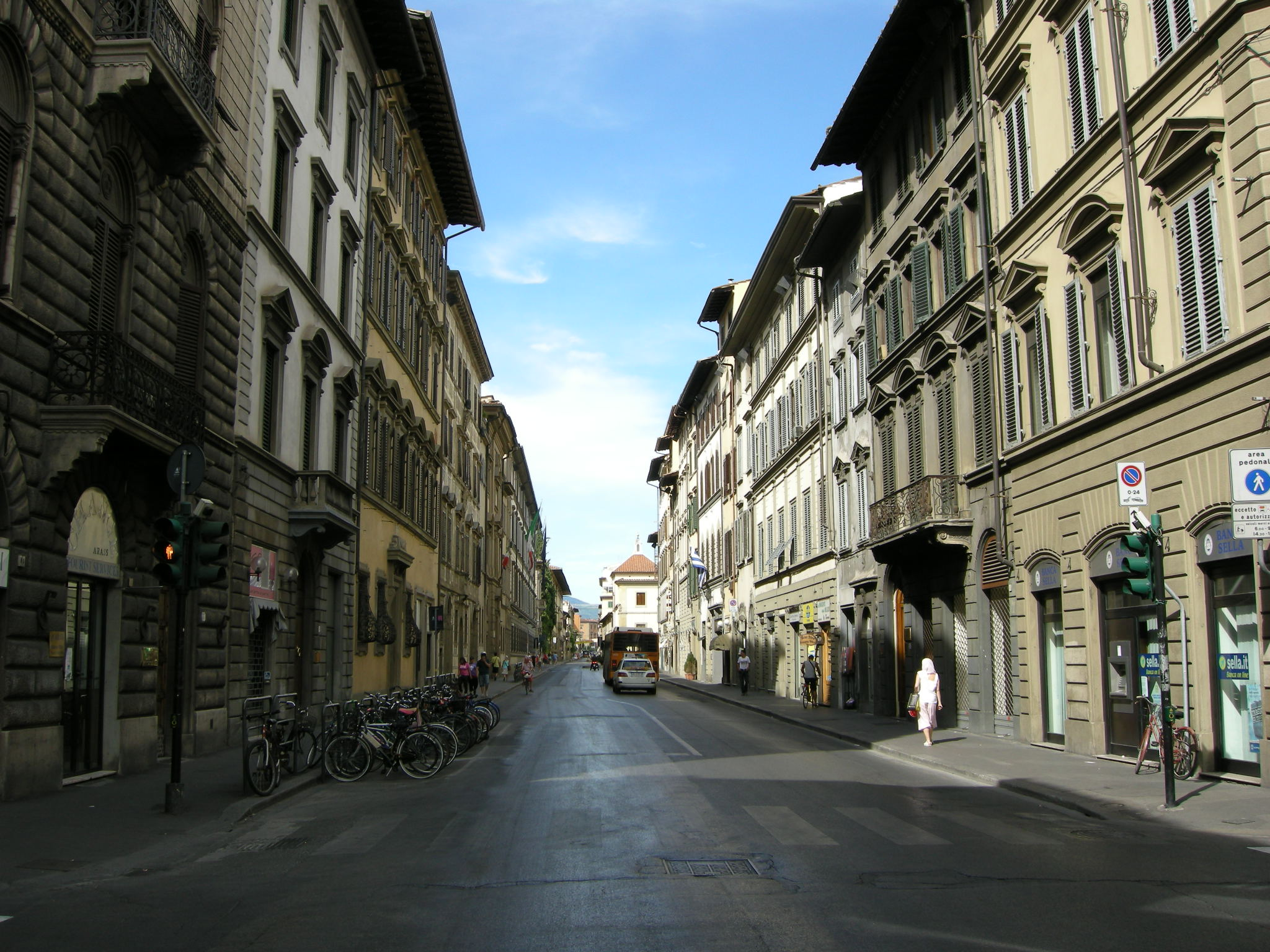
Via Cavour

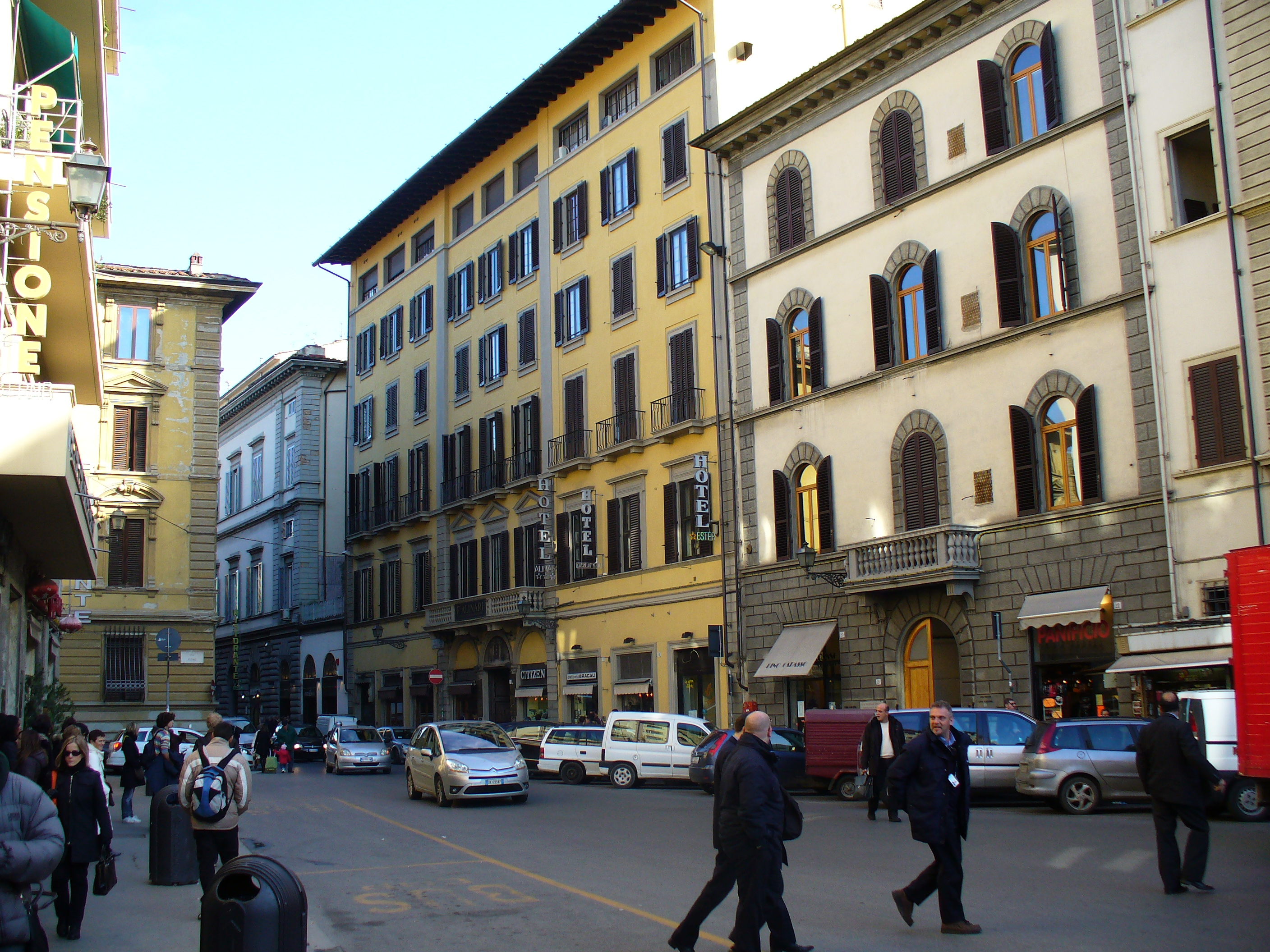
Via Nazionale

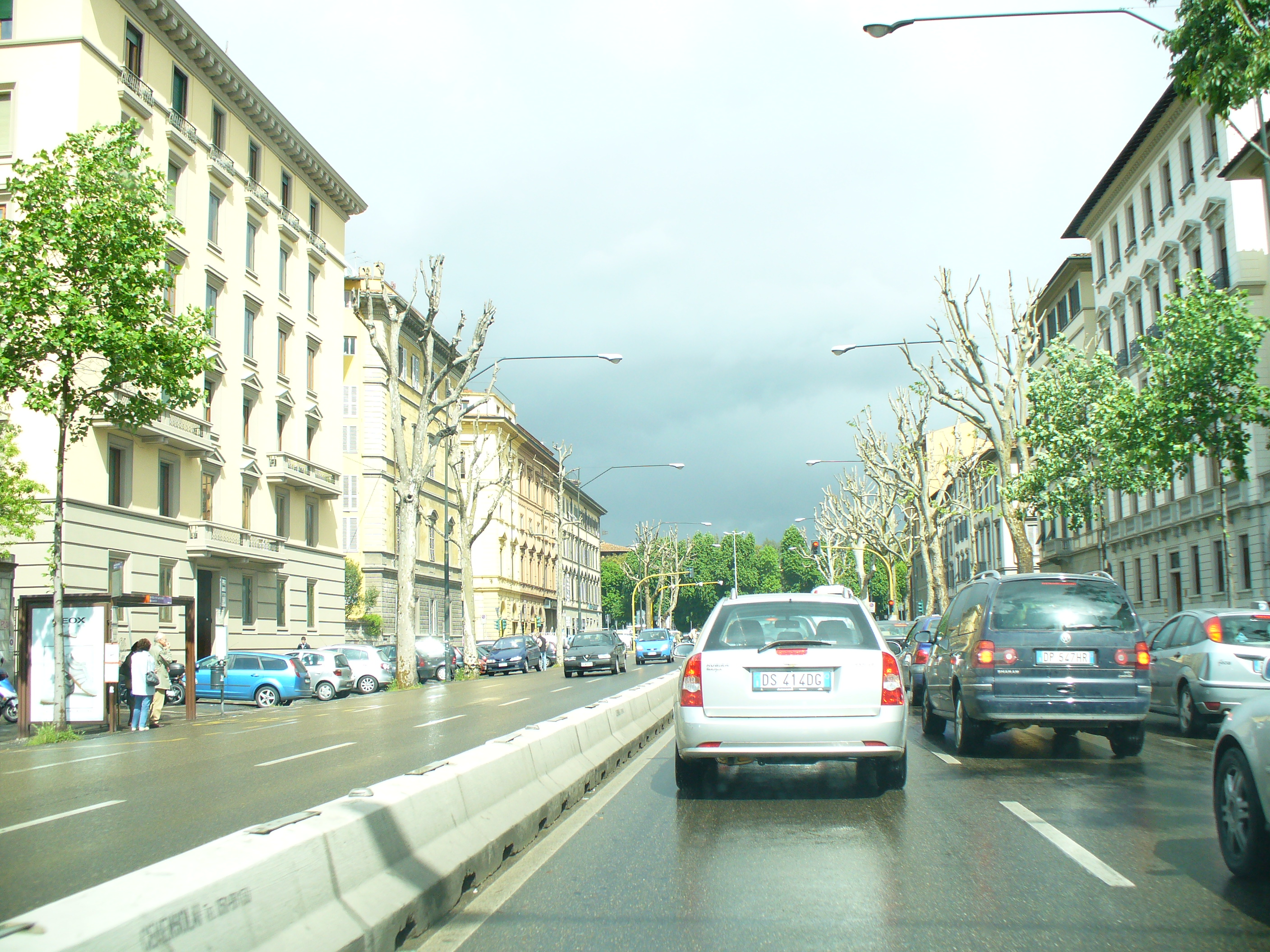
Viale Matteotti

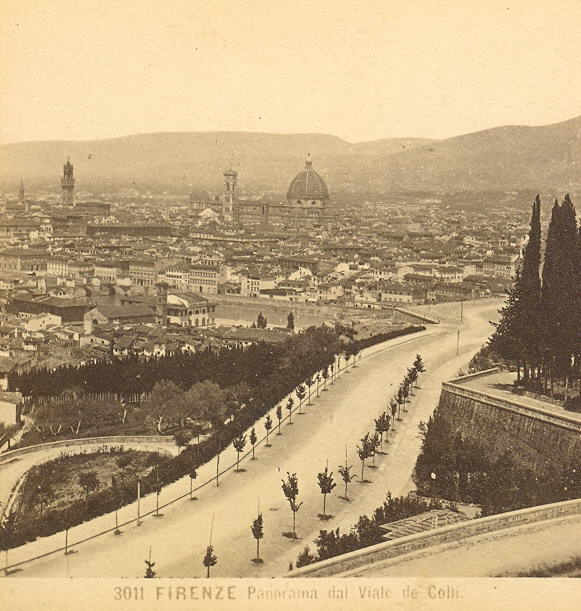
Viale dei Colli nell'800

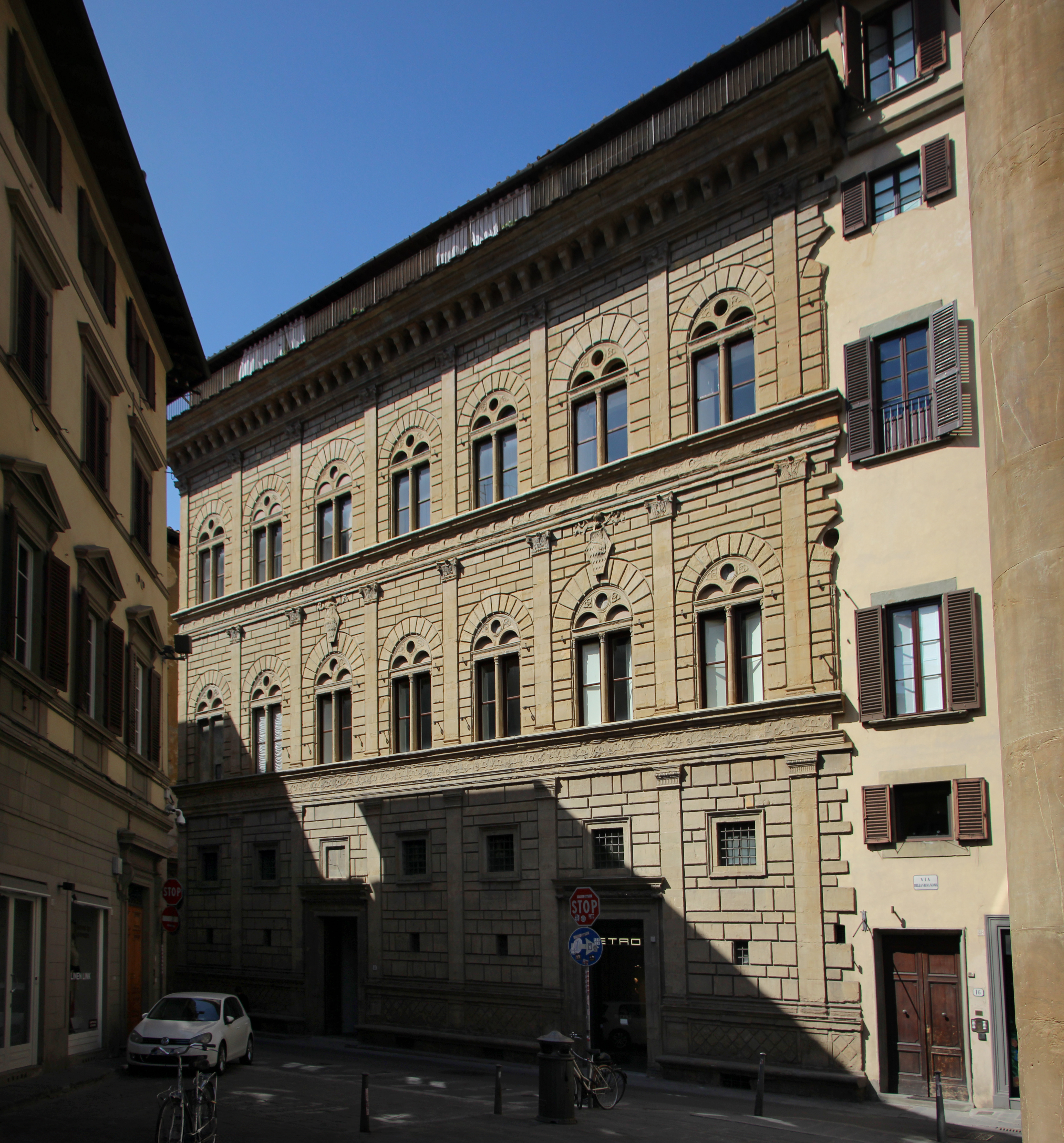
Via della Vigna Nuova

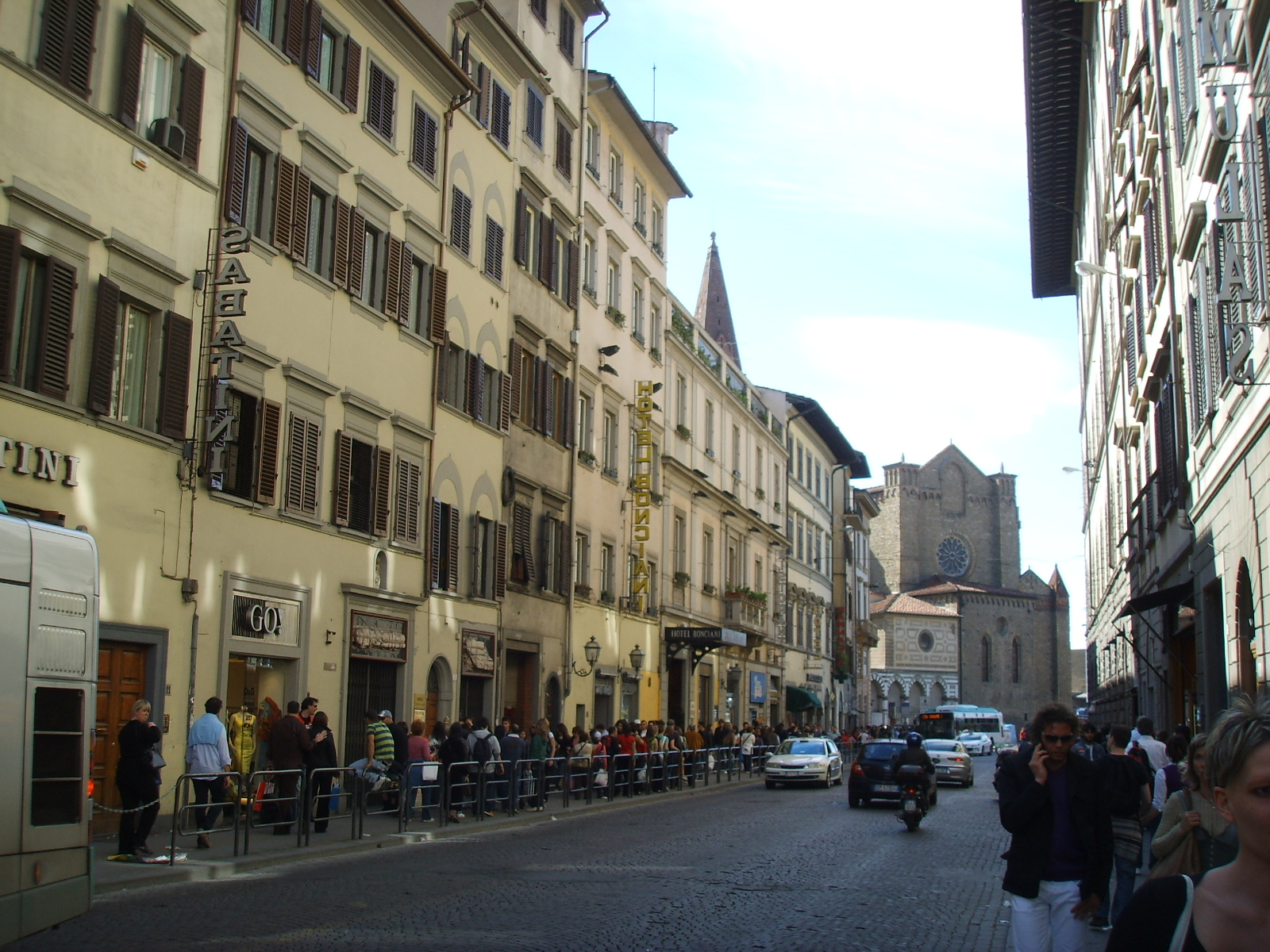
Via Panzani

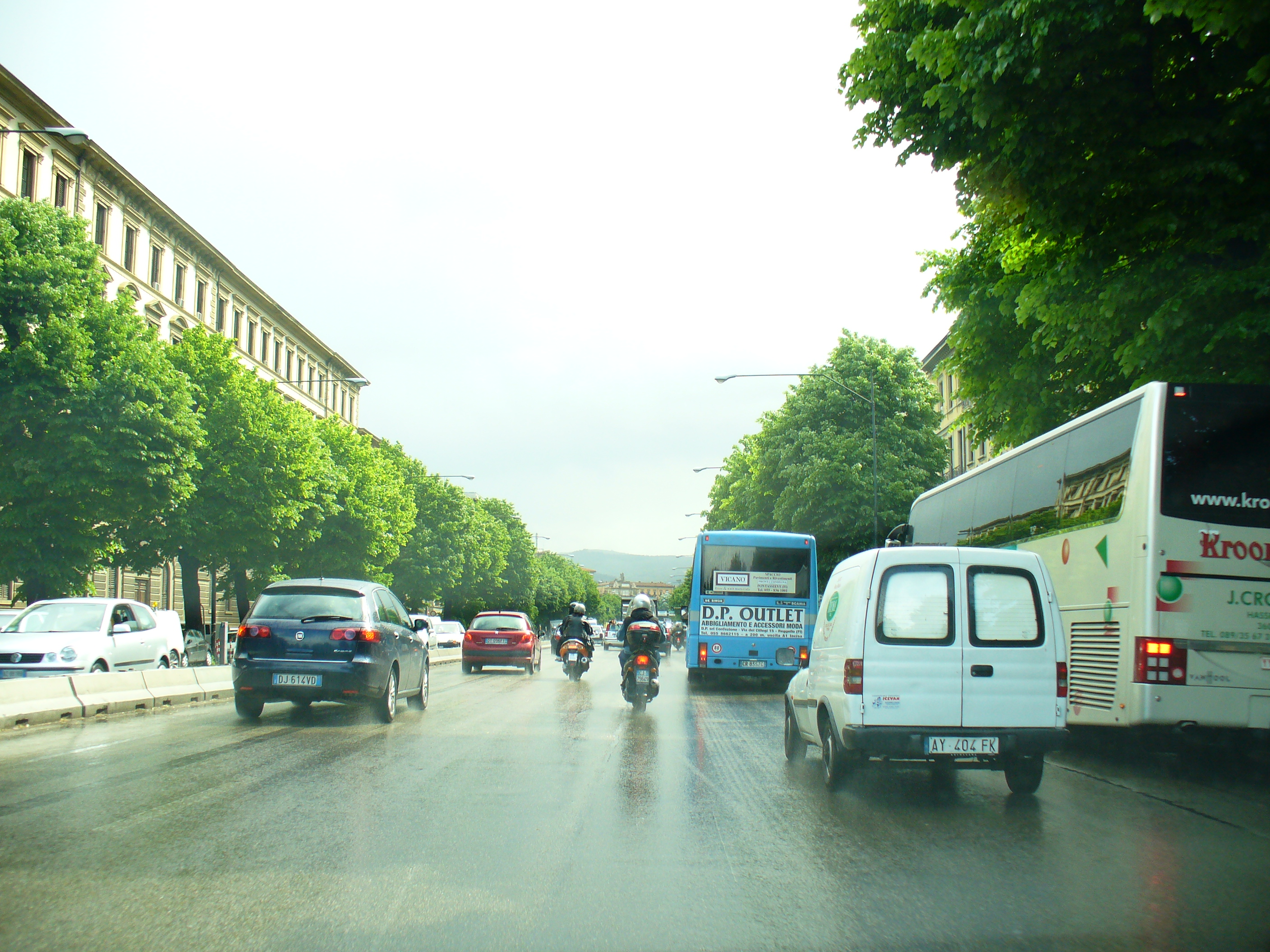
Viali di Circonvallazione

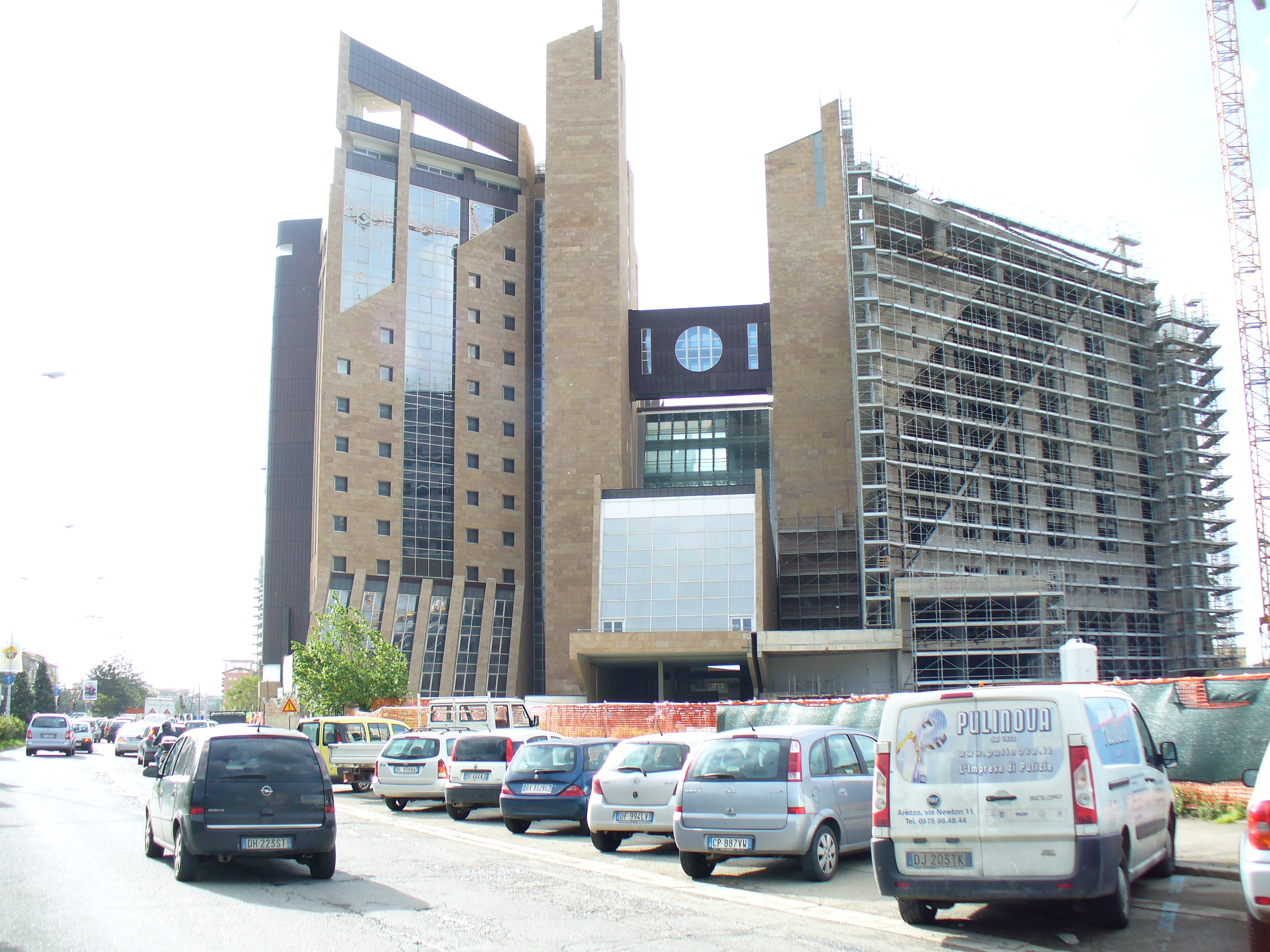
Viale Guidoni

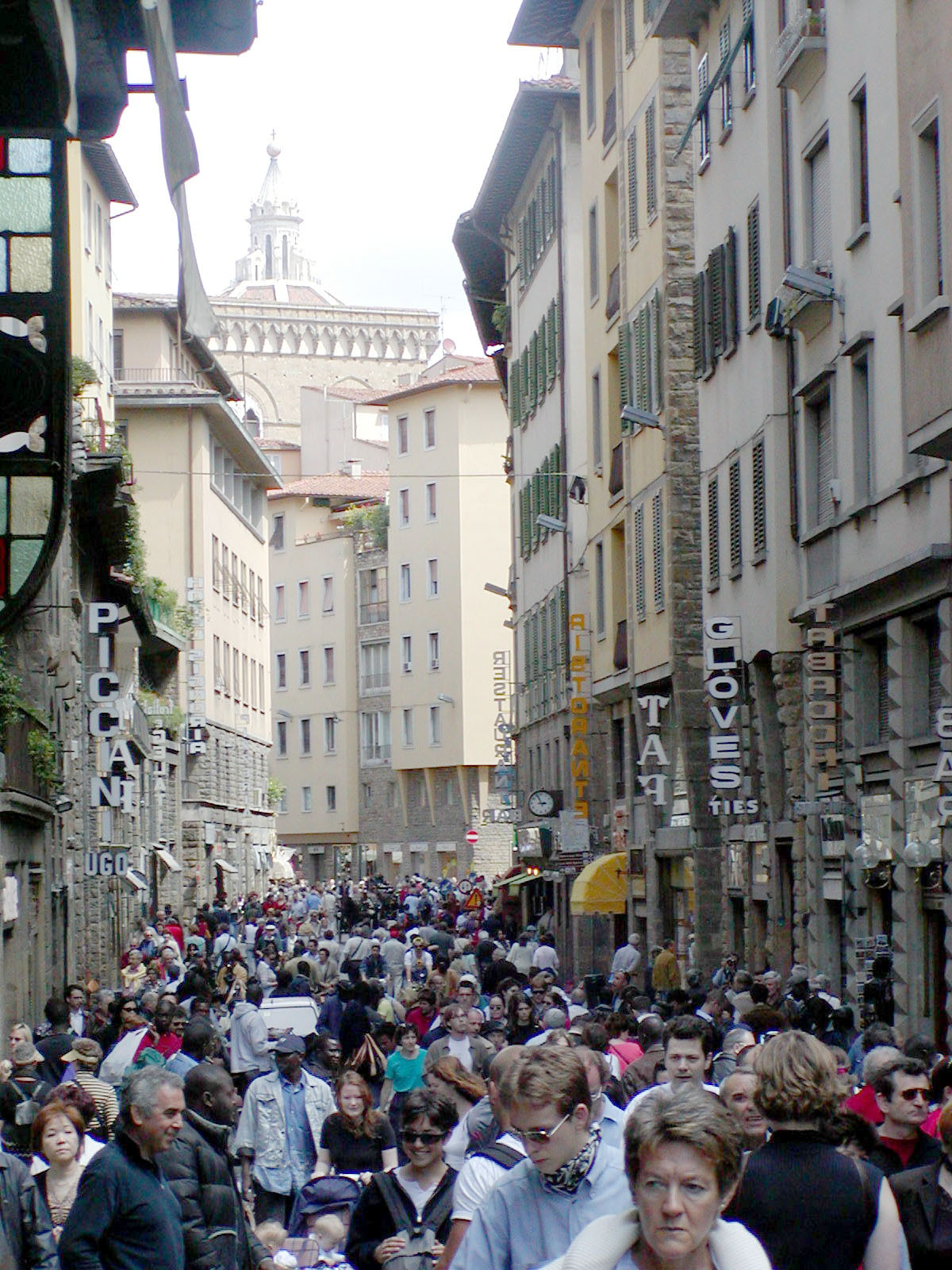
Via Por Santa Maria

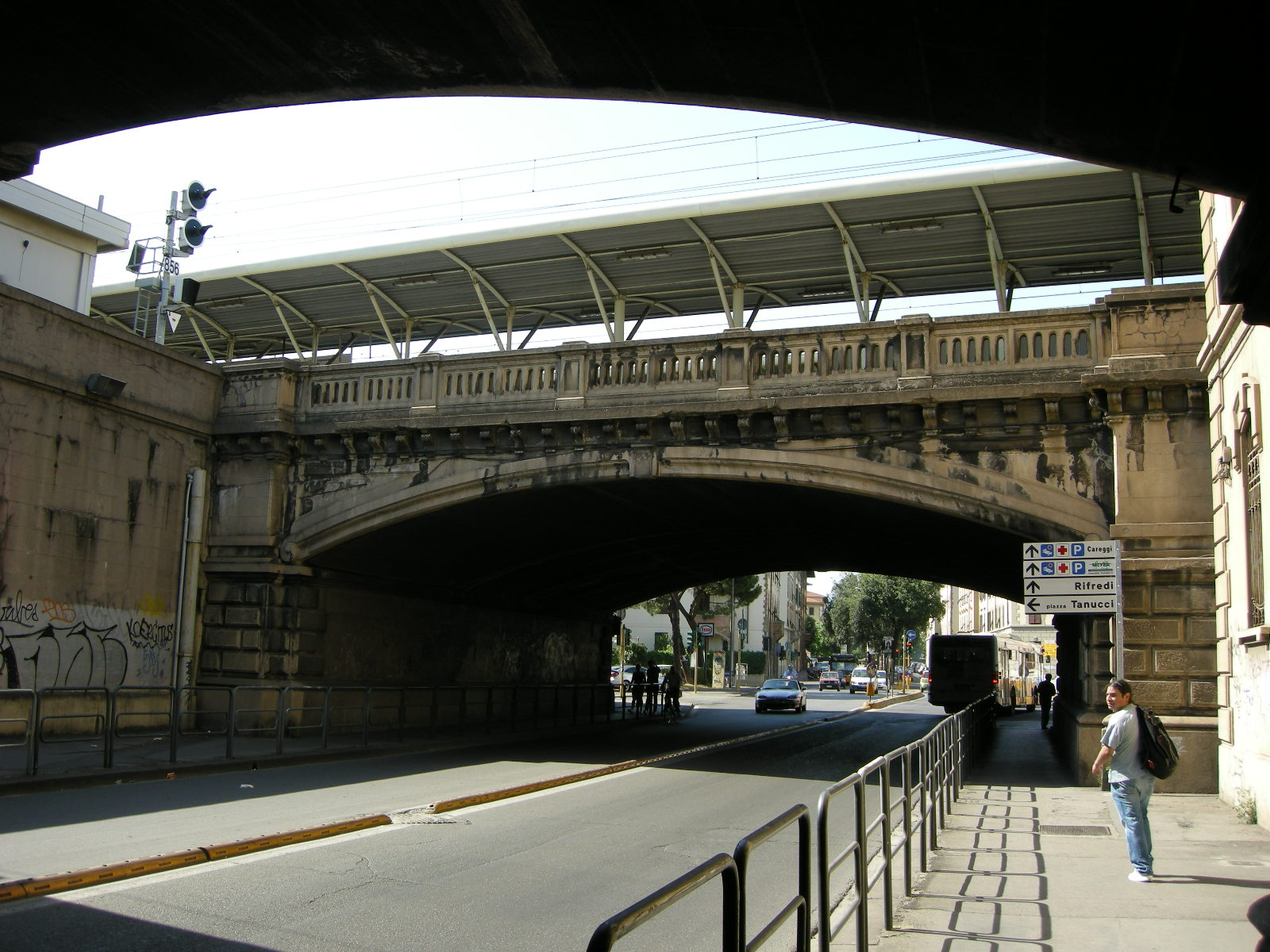
Via dello Statuto

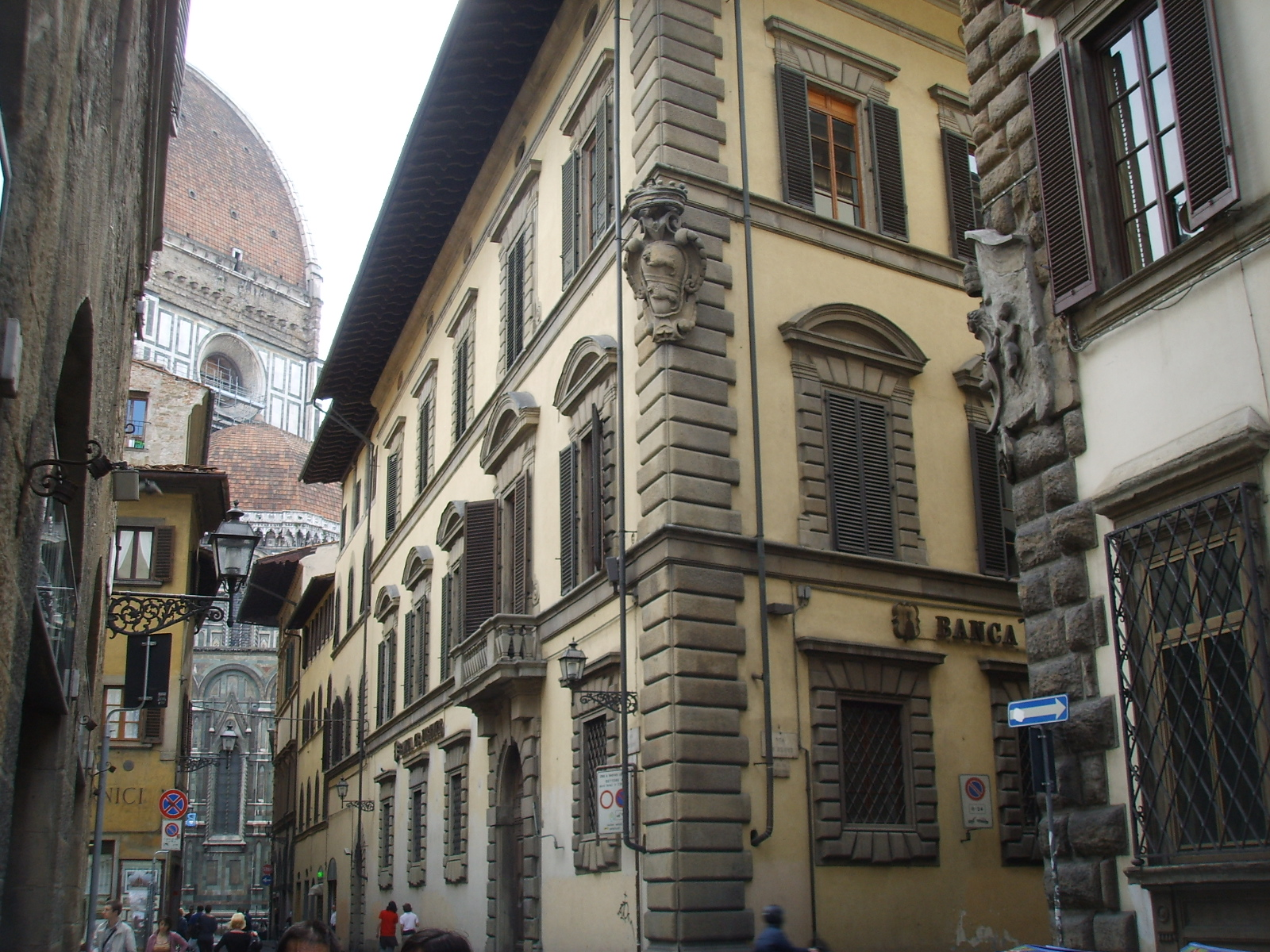
Via dei Servi

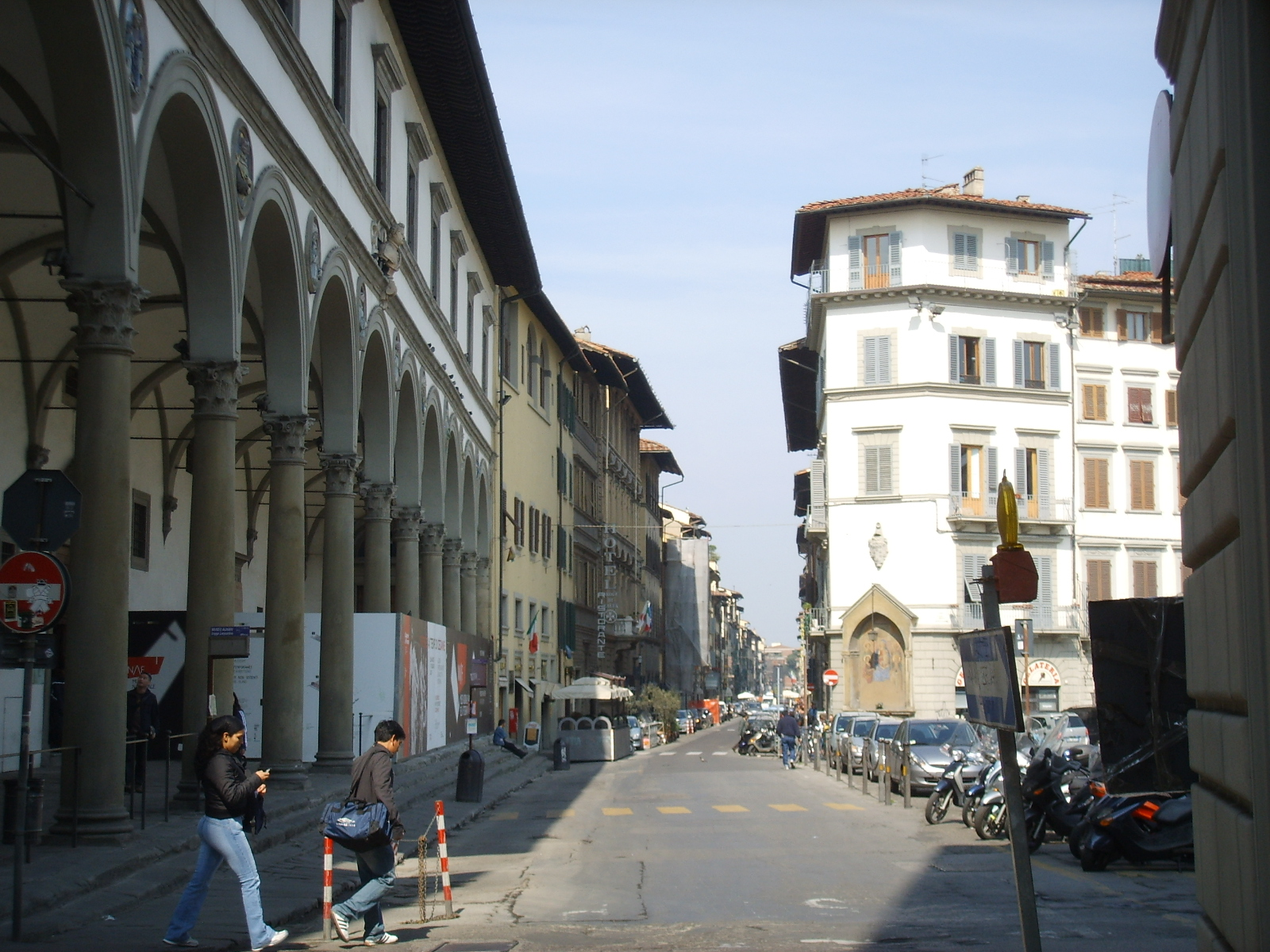
Via della Scala

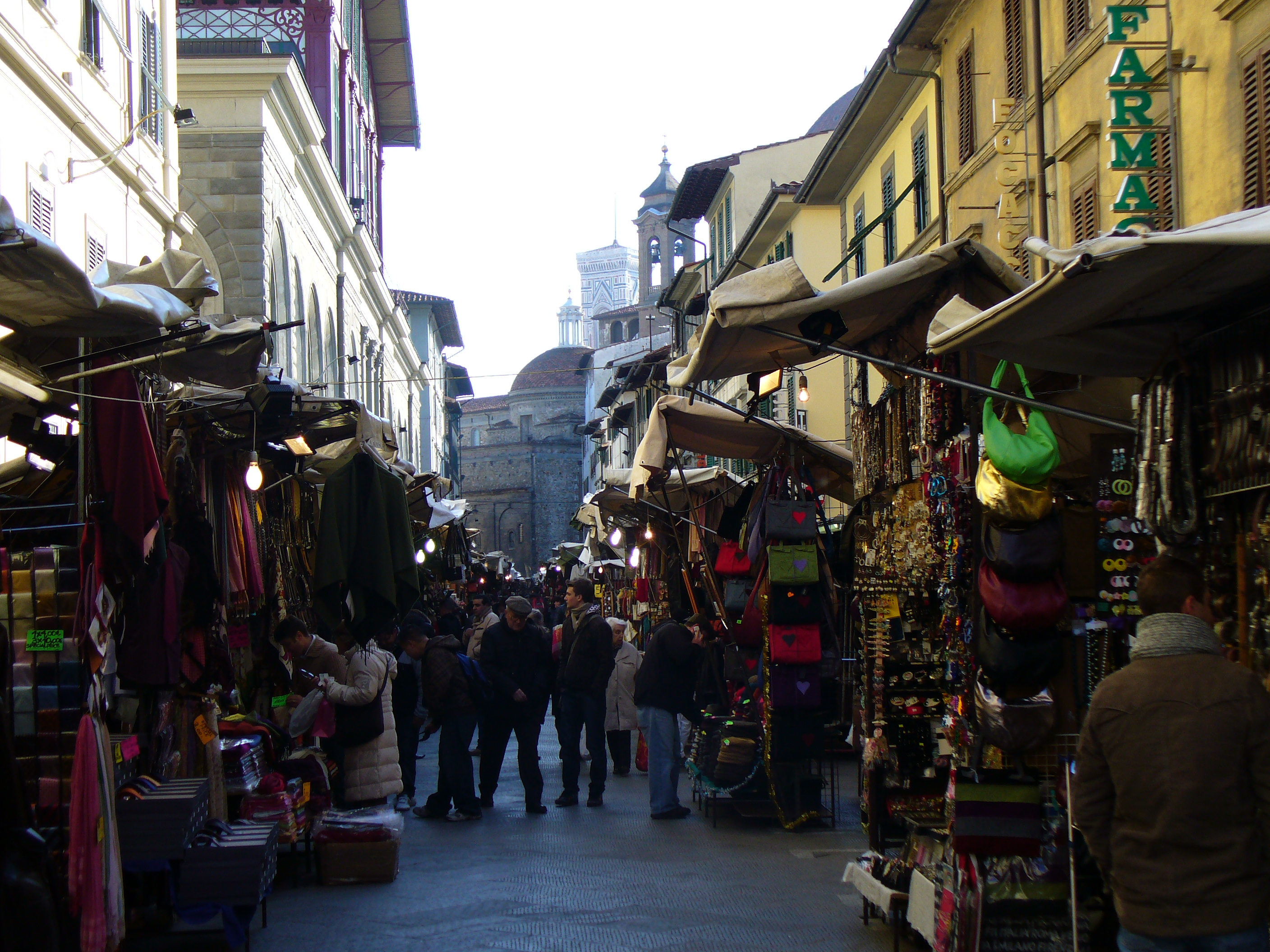
Via dell'Ariento con il Mercato di San Lorenzo

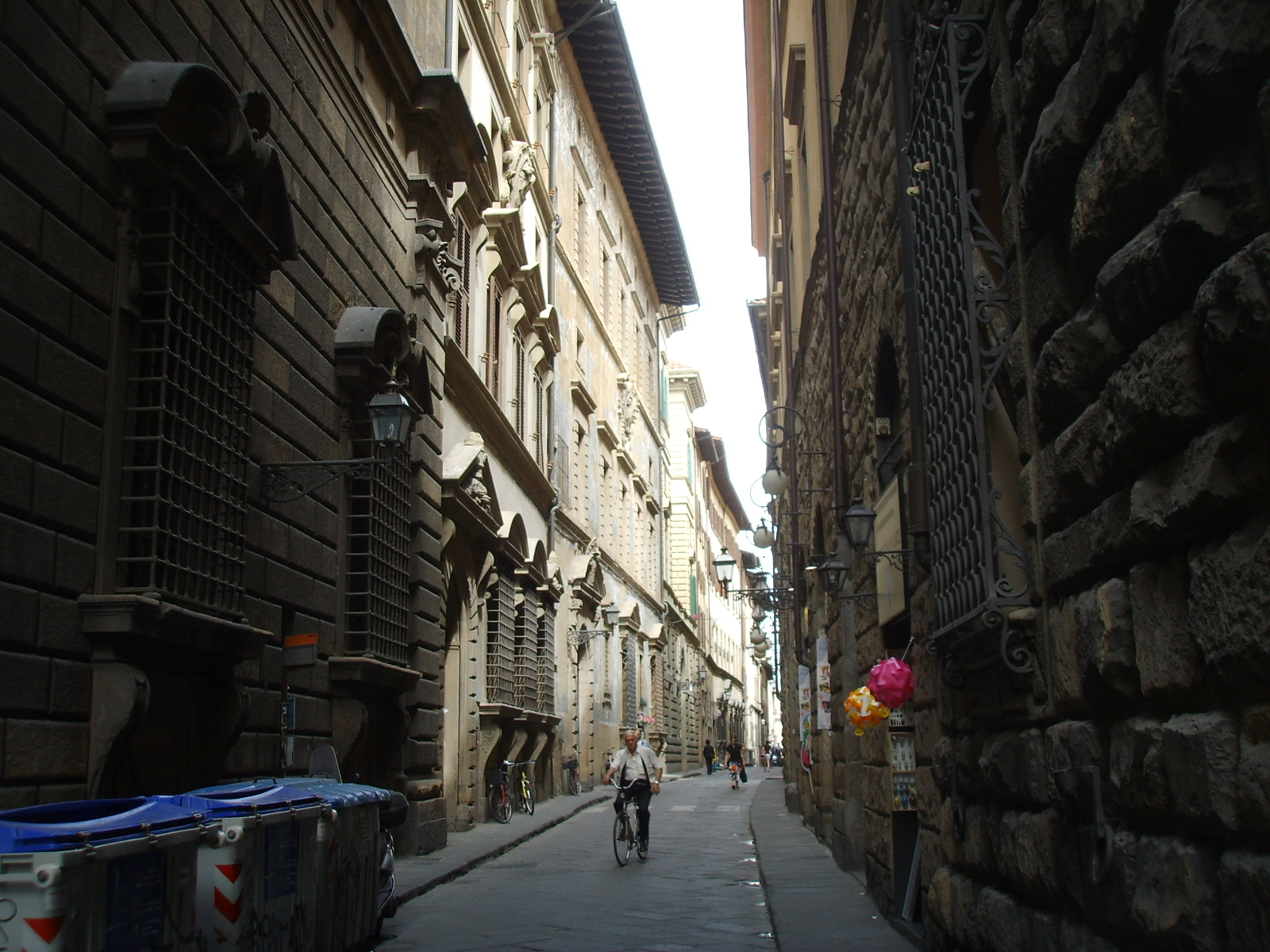
Borgo Albizi

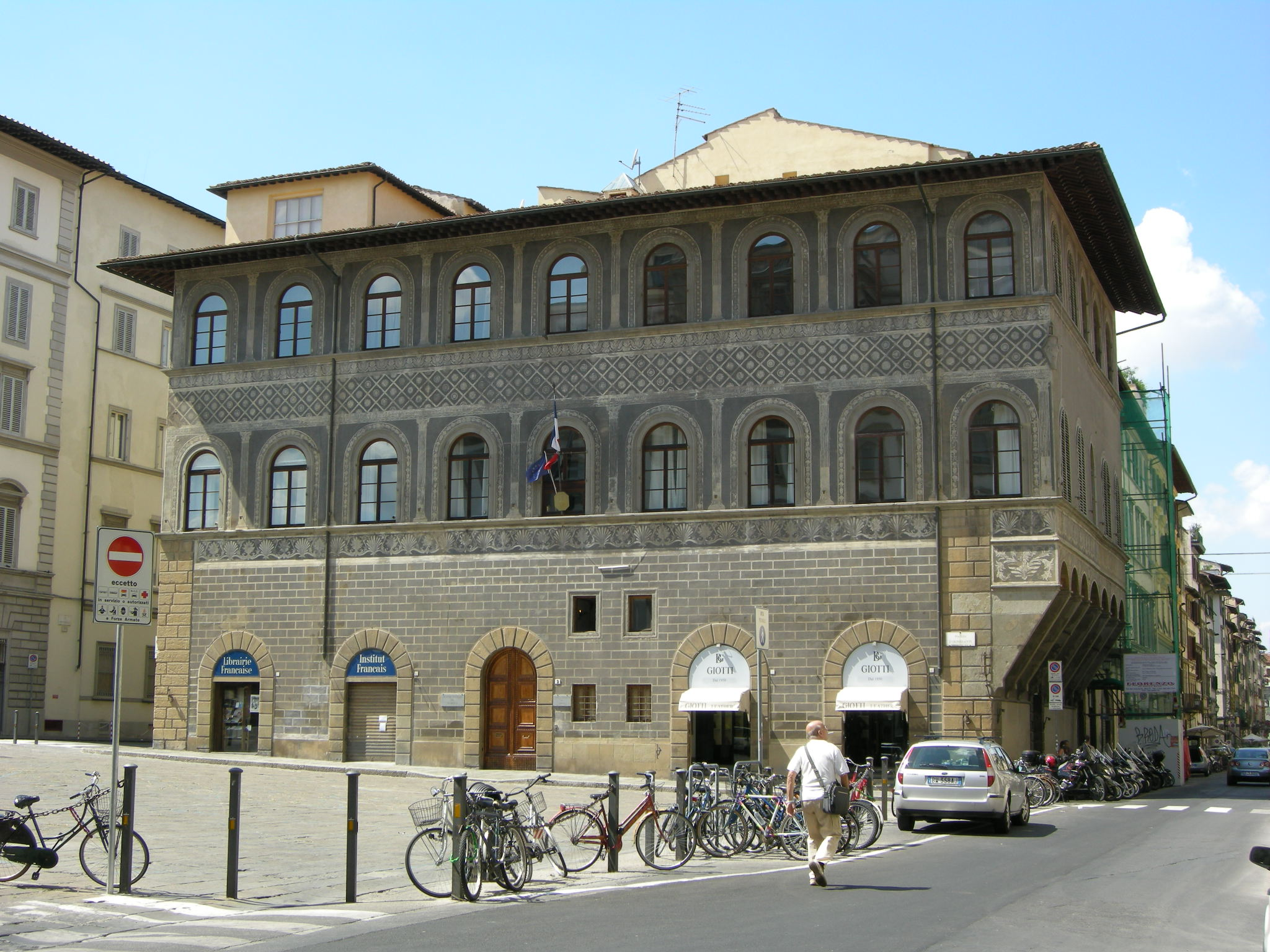
Borgo Ognissanti

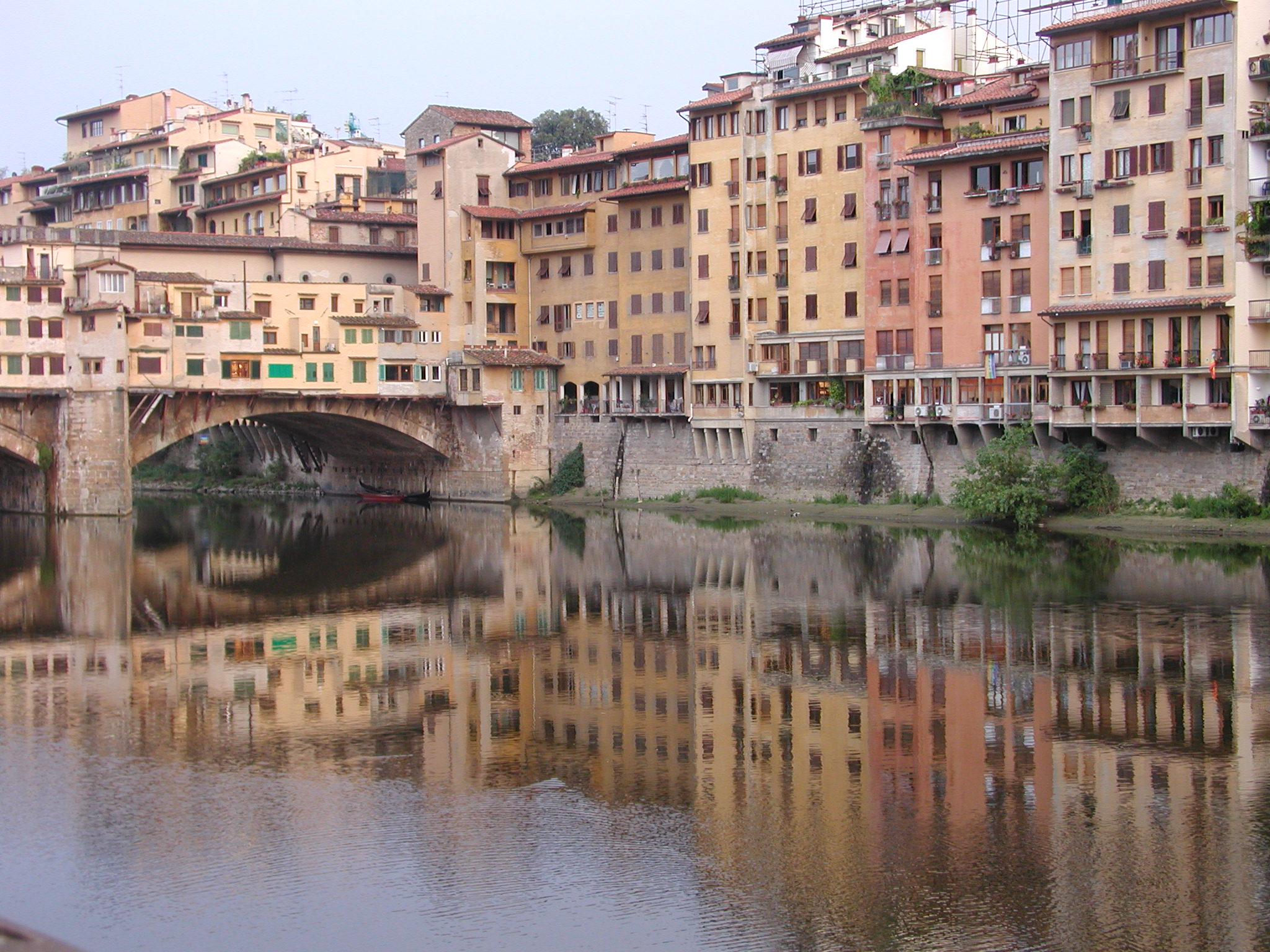
Borgo San Jacopo

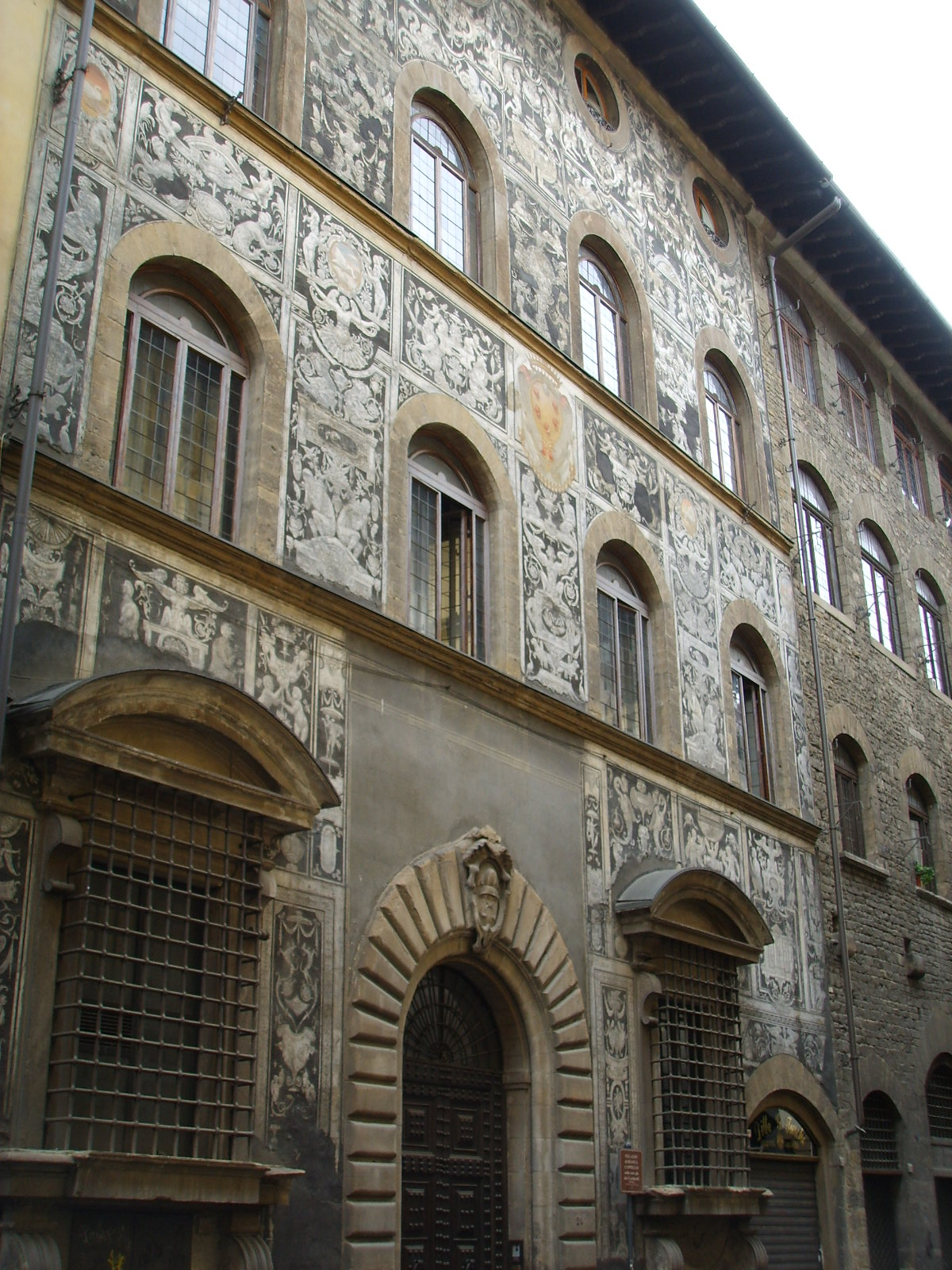
Via Maggio

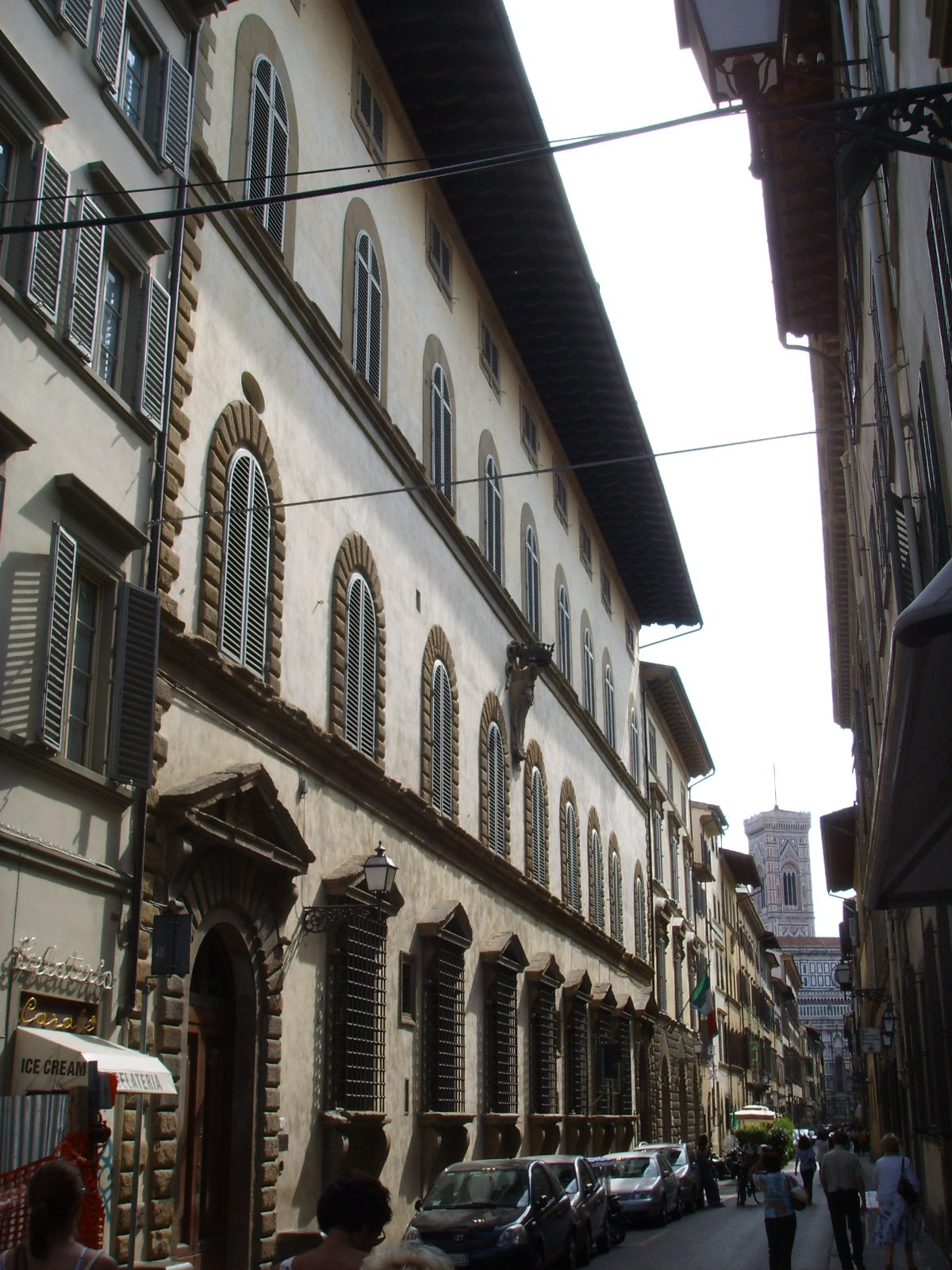
Via Ricasoli

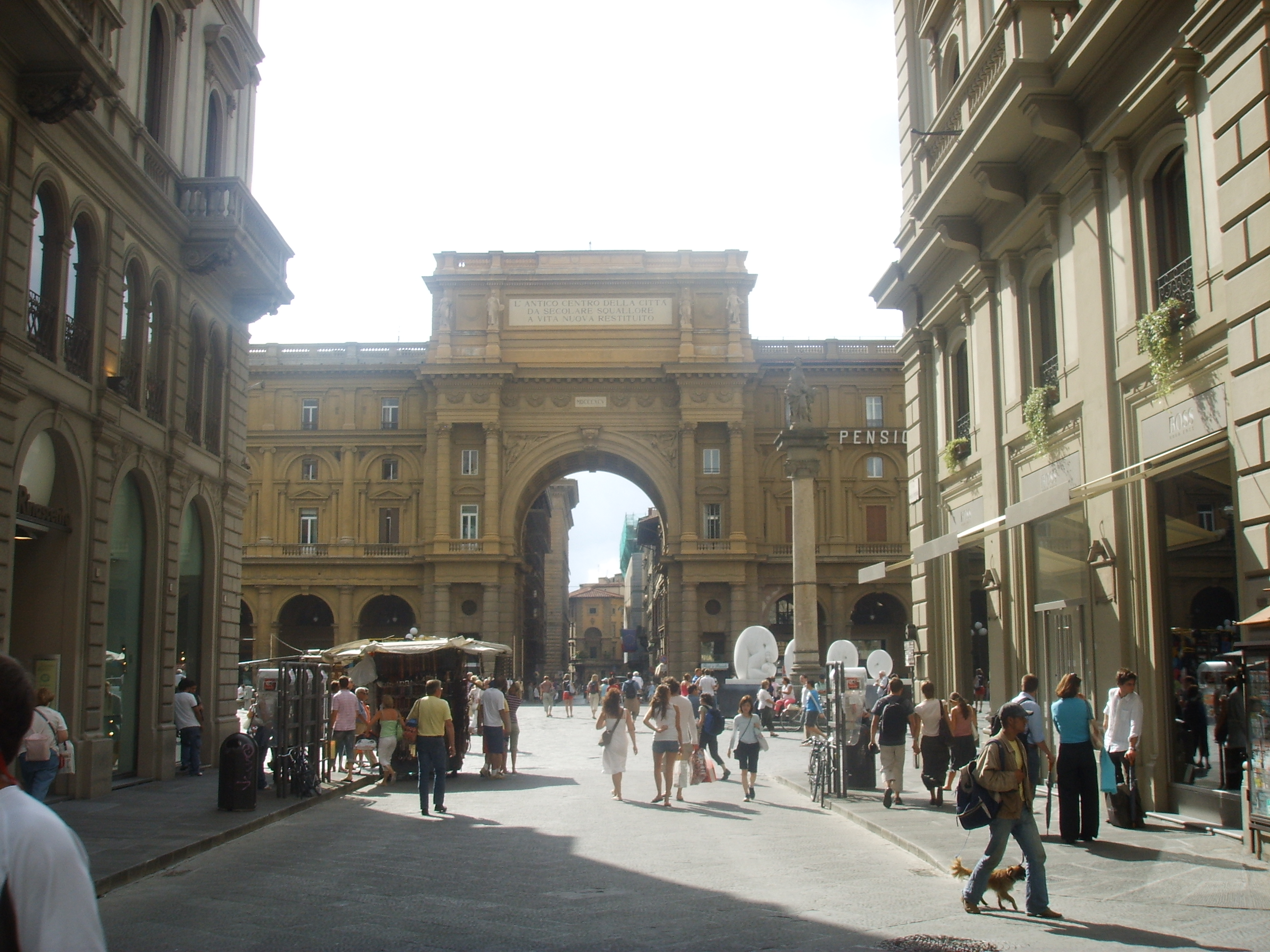
Via degli Speziali verso Piazza della Repubblica

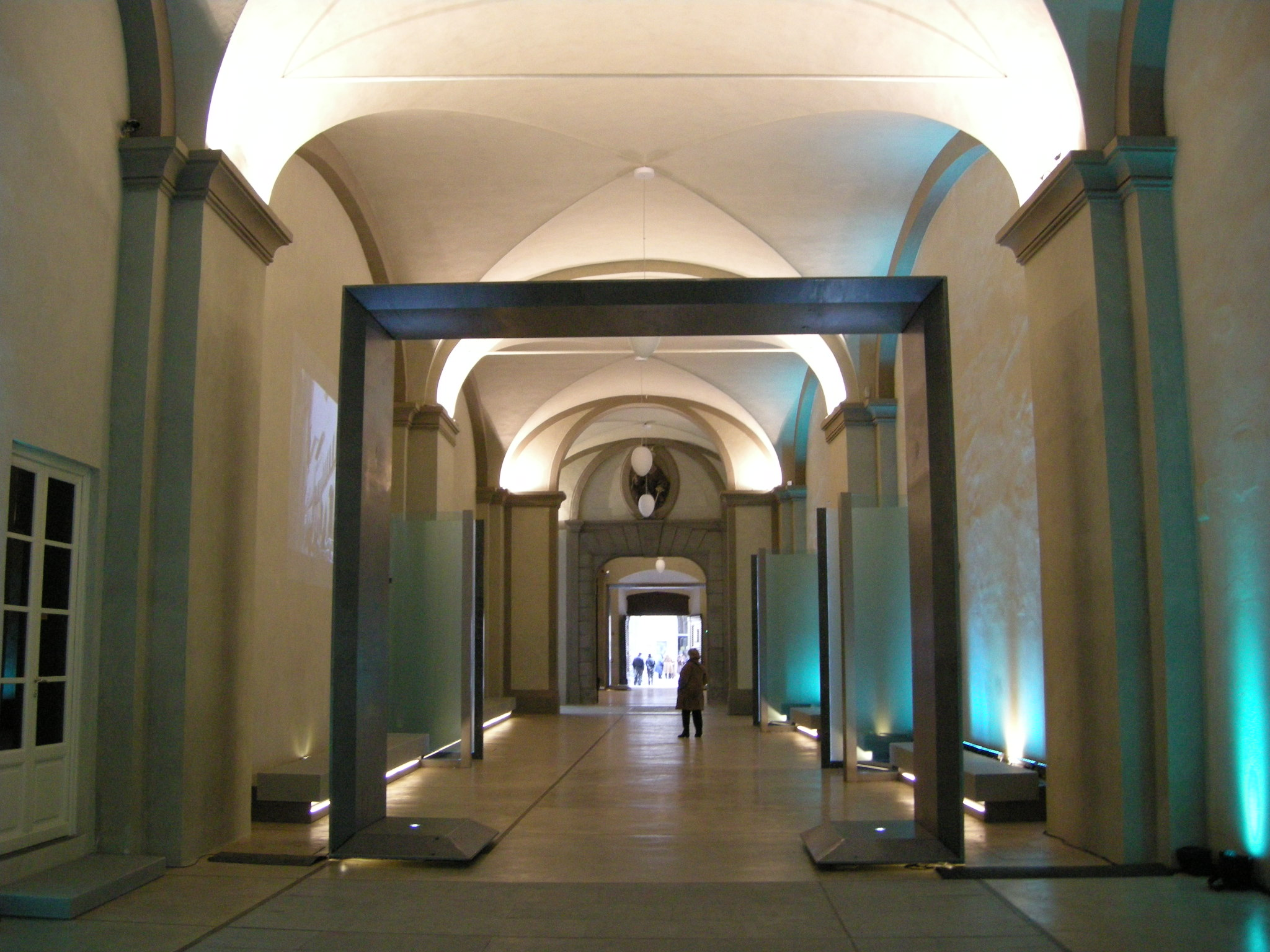
Via del Traditore

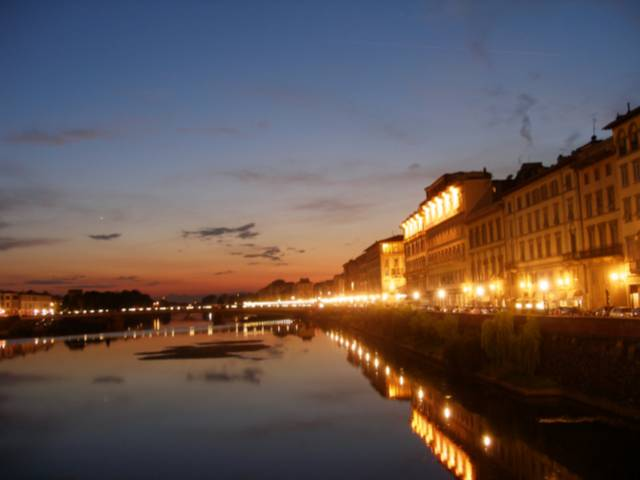
Lungarno Vespucci

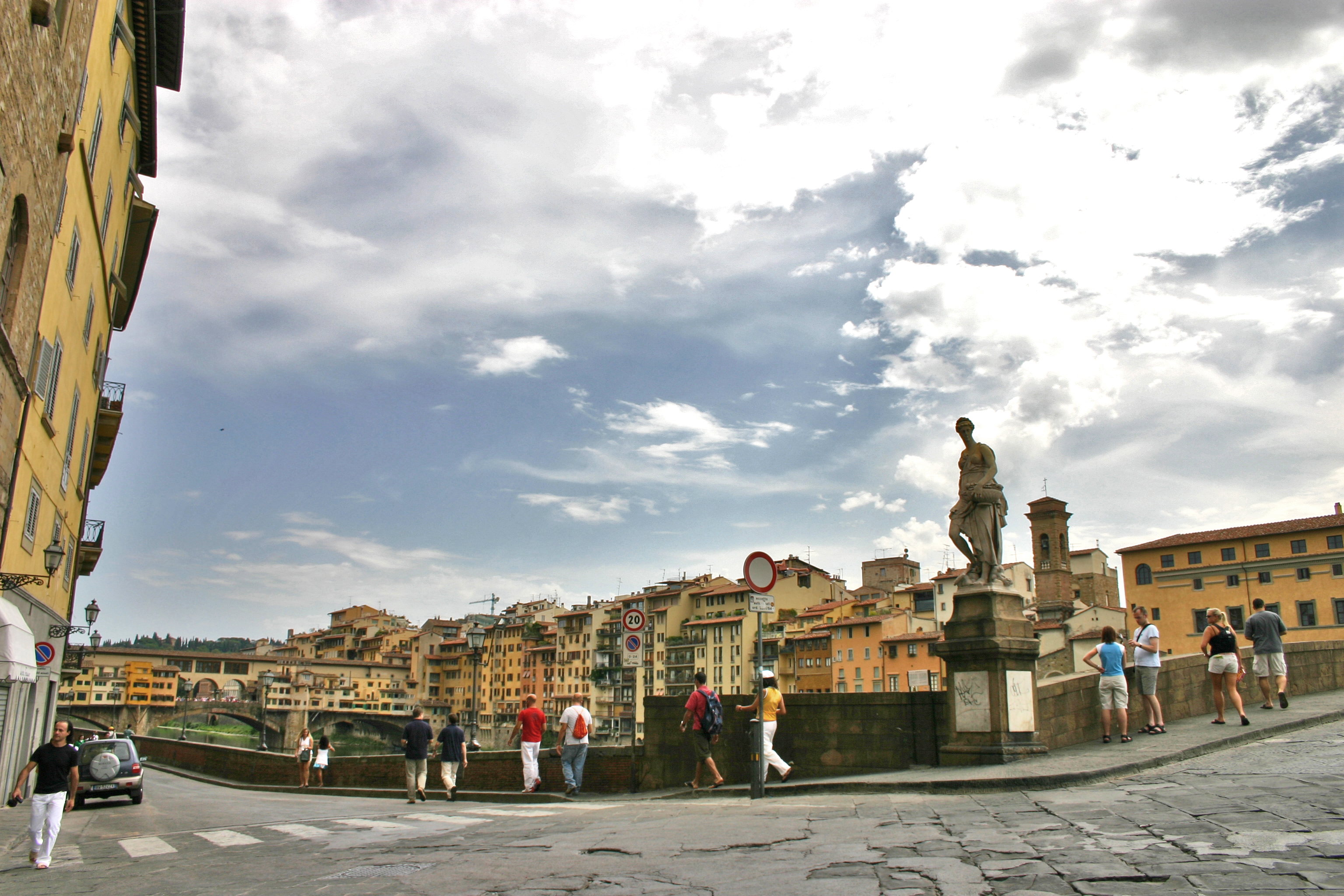
Lungarno degli Acciaiuoli

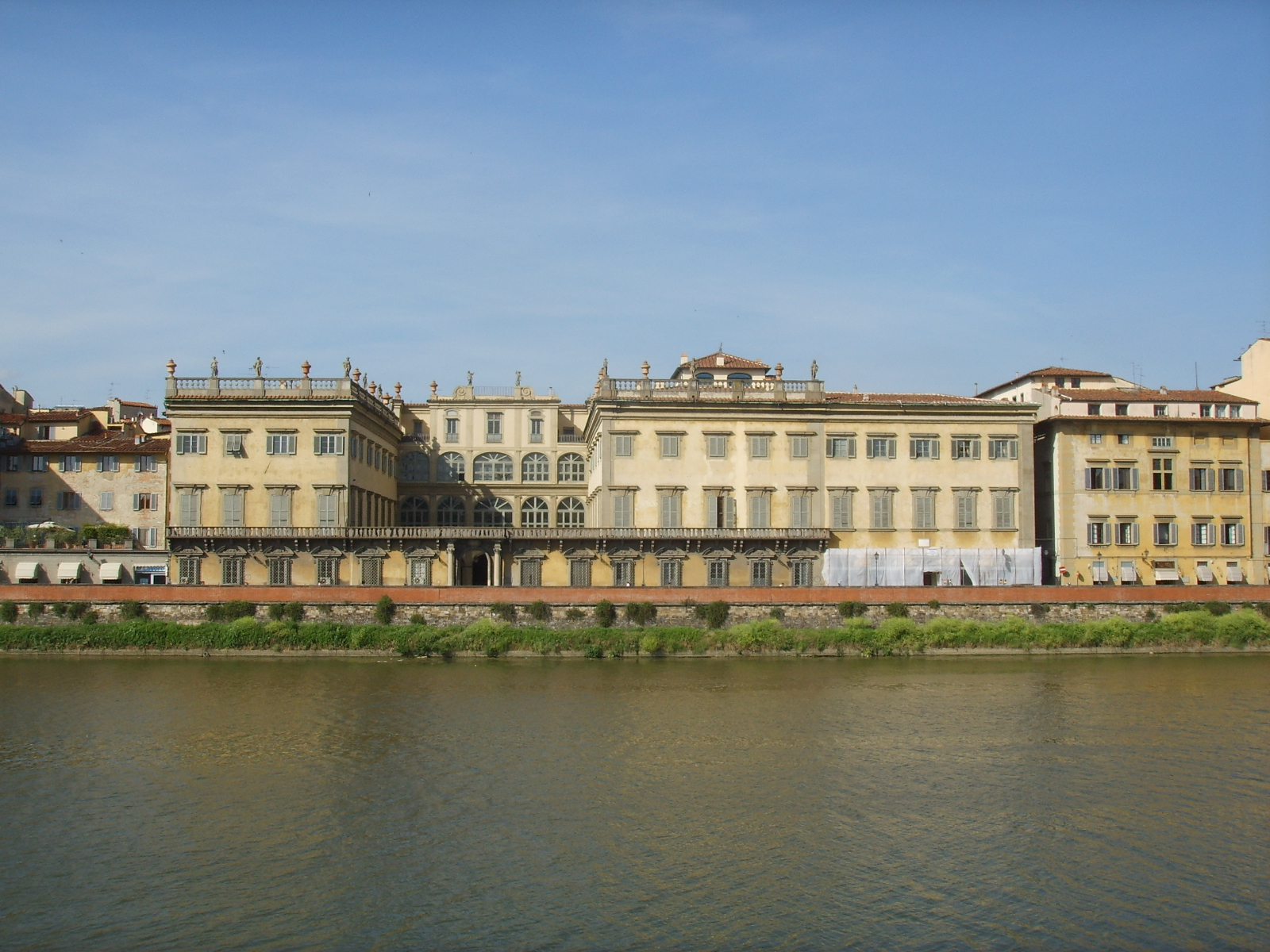
Lungarno Corsini

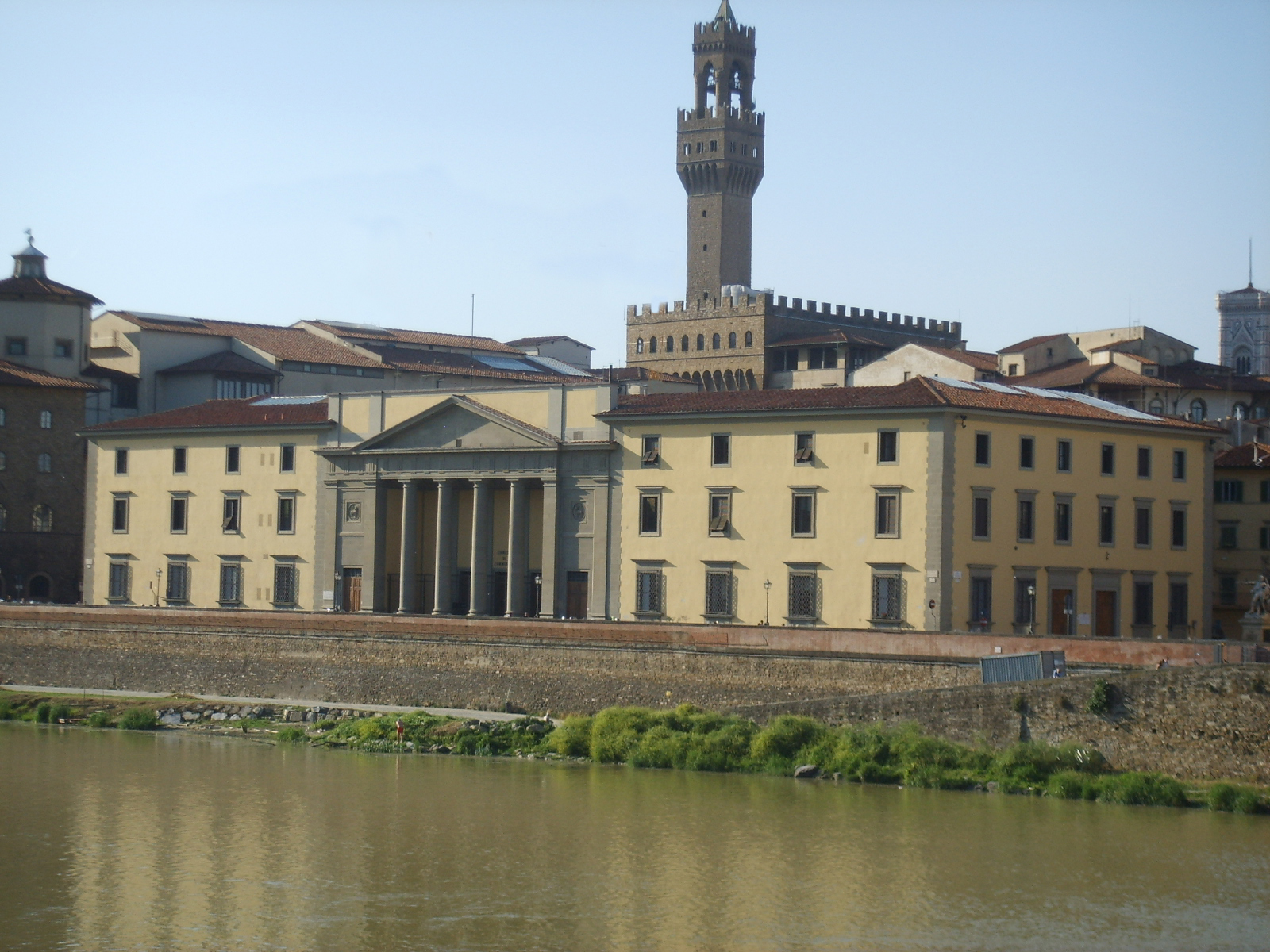
Lungarno Diaz

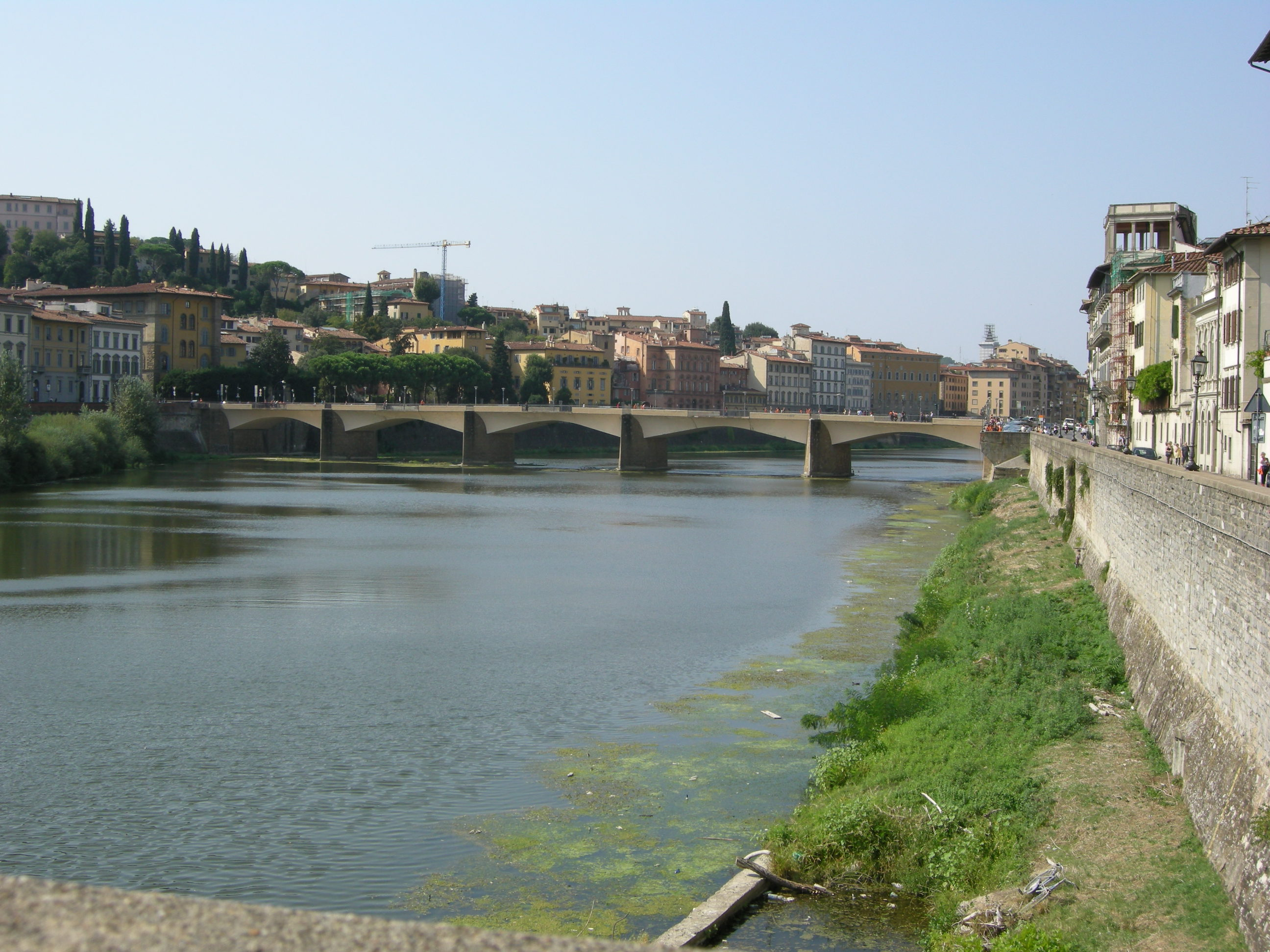
Lungarno delle Grazie

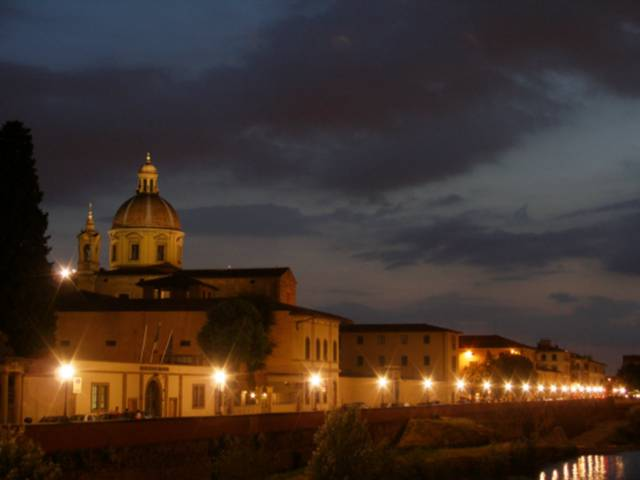
Lungarno Soderini

In questo stradario di Firenze sono compresi i nomi di alcune strade, piazze e luoghi principali del territorio comunale di Firenze.

## Peculiarità
La toponomastica di città di Firenze è divisa in viali, vie e vicoli, larghi, piazze e piazzette come qualsiasi città italiana. Spesso la dizione ufficiale comprende la specificazione con la particella "di" e derivati, mentre nell'uso comune la si omette spesso (via degli Alfani, comunemente detta "via Alfani", o piazza di Santo Spirito detta comunemente "piazza Santo Spirito"). Molte strade dedicate a nomi di famiglie storiche o di antichi mestieri usano spesso la forma troncata locale "de'", al posto di "dei", ma si trovano comunemente citate con entrambe le grafie, anche nelle stesse lapidi coi nomi delle strade apposte in epoche diverse (come in via dei Banchi/via de' Banchi).
Un'eccezione è rappresentata dal caso di via dell'Ardiglione, così generalmente chiamata, ma indicata nelle lapidi come "via Ardiglione" o "via d'Ardiglione".
In città si usano poi alcuni toponimi peculiari:
- Borgo: per le strade che anticamente uscivano dalle vecchie porte urbiche (es. borgo Albizi, borgo Ognissanti, ecc., talvolta normalizzati come "via di borgo Ognissanti").
- Chiasso: per le stradine particolarmente strette e buie (es. chiasso degli Armati).
- Costa: per le strade in forte pendenza all'interno delle mura (costa San Giorgio, costa dei Magnoli, ecc.).
- Corso: indica una strada dove si svolgeva una corsa (di cavalli, di asini, ecc.), come il Corso o il Corso dei Tintori; nell'Ottocento il nome si era normalizzato nell'italiano standard come via di passeggio, per cui si ebbe il Corso Italia.
- Erta: per le strade collinari, fuori le mura, particolarmente ripide (Erta Canina)
- Lungarno: per le vie che costeggiano il fiume Arno.
- Rampa: per le scalinate
- Sdrucciolo: per le strade in leggera pendenza (come lo sdrucciolo dei Pitti).
- Volta: per i vicoli coperti, anche solo parzialmente, da cavalcavia (es. volta dei Ciechi).

Tipico della città è anche l'esistenza dei Canti, cioè di alcuni incroci storici con un proprio nome: anticamente, nell'assenza di numerazione delle singole case, le si indicavano come vicine a un certo "canto" o situate tra due "canti" di una strada. I canti a volte non definiscono sempre i quattro angoli di un incrocio, ma a volte solo due (ad esempio tra piazza del Duomo e via dell'Oriuolo/via del Proconsolo l'angolo settentrionale è detto Canto dei Bischeri, quello meridionale dei Falconieri).
Il riferimento ufficiale dei nomi delle strade si può trovare nello stradario online del Comune di Firenze, che riporta anche i nomi storici delle strade.

## Numerazione
La numerazione stradale degli edifici venne introdotta ai primi dell'Ottocento dall'amministrazione francese e, similmente a come avviene ancora per i sestieri di Venezia, prevedeva un numero progressivo continuo da 1 (che corrispondeva a palazzo Vecchio) a 8028 (in via del Fosso, oggi via de' Benci). Sommariamente da 1 a 1288 erano numerati gli edifici del quadrilatero romano, tra il fiume, via Tornabuoni, piazza del Duomo e via Verdi. Si procedeva poi a spirale in Oltrarno (1288-3341), e a partire da borgo Ognissanti nei rioni di Santa Maria Novella, poi San Lorenzo, San Marco, Santissima Annunziata e Santa Croce.
Nel 1862 la numerazione venne riformata in senso europeo, dividendo la città in strade, ciascuna con la numerazione progressiva che, nel caso di Firenze, andava ad allontanarsi dall'Arno per le vie più o meno perpendicolari al fiume, e da monte a valle delle acque per quelle più o meno parallele ad esso: guardando la strada col rispettivo orientamento crescente, a sinistra vennero collocati i numeri dispari e a destra quelli pari. Per le piazze si procede da un punto in senso orario (piazza del Duomo, piazza San Lorenzo) o antorario (piazza San Giovanni, piazza Santo Spirito).
Una particolarità, usata già a Genova dal 1855, fu quella di dividere gli ingressi abitativi (numerazione nera o blu) da quelli commerciali (numerazione rossa). Succede così che nella stessa via possano esistere due numeri uguali corrispondenti a edifici diversi, ma uno contrassegnato con il nero e uno con il rosso. Le due numerazioni quindi non procedono di pari passo e talvolta possono essere anche molto distanti.
Questo modo di procedere è stato poi abbandonato per le vie fuori dal centro e comunque per tutte le rinumerazione dal dopoguerra in poi (come in largo Bargellini o nella piazzetta Calamandrei).

## Vie e viali principali
Elenco delle principali strade di Firenze:

### A
- Via dell'AgnoloÈ una lunga strada della zona est del centro di Firenze, che scorre più o meno in direzione parallela all'Arno tra via Verdi e il viale Giovine Italia. Vi si affaciano l'ex monastero di Santa Verdiana, il monastero delle Murate il cui accesso principale è in via Ghibellina.
Via degli AlfaniVa da via Guelfa a via dei Pilastri, compresa fra via Cavour e Borgo Pinti, e vi si trovano la Facoltà di Lettere e Filosofia, la monastero di Santa Maria degli Angeli, il palazzo Giugni, il palazzo Guidi Raggio, il prestigioso Opificio delle Pietre Dure, il palazzo Baldi e il Consolato di Lituania.
Via dell'AnguillaraVa da piazza San Firenze a piazza Santa Croce e vi si trovano il Palazzo dell'Anguillara, il Palazzo Baccelli, il palazzo dove visse in giovinezza Michelangelo Buonarroti, il palazzo Ginori e una parte del complesso di San Firenze.
Via dell'ArientoSulla destra di questa via c'è il Mercato Centrale, vi si tiene sei giorni alla settimana il Mercato di San Lorenzo. Da un lato il prospetto della via guarda all'esterno della Sacrestia Nuova di Michelangelo dentro San Lorenzo, dall'altro al Tabernacolo delle Fonticine.
Via degli AvelliÈ una strada del centro storico situata tra piazza Santa Maria Novella e piazza della Stazione, prende il nome dalle arche sepolcrali ("avelli") che la fiancheggiano sul lato ovest, che appartengono al recinto dell'antico cimitero della vicinissima basilica di Santa Maria Novella.
Via degli ArtistiÈ una strada di Firenze, che va dal piazzale Donatello a piazza Vasari.

### B
- Via de' BardiÈ una via della zona di Oltrarno, che va da via Guicciardini a piazza de' Mozzi, ed è una via stretta e lunga che scorre parallela al Lungarno Torrigiani e sulla quale si affacciano numerosi palazzi nobiliari, chiese ed edifici storici. Il palazzo più importante della via è il Palazzo Capponi da Uzzano, e sono inoltre presenti il Palazzo Canigiani, la Chiesa di Santa Lucia dei Magnoli e le residenze di Giovanni Papini e Francesco Redi.
Viale BelfioreÈ un grande viale di Firenze, posto tra i grandi viali di Circonvallazione, ed in cui convergono diversi importanti viali come viale Filippo Strozzi o viale Francesco Redi. Il viale Belfiore nella sua parte terminale va a confluire nel piazzale Porta al Prato, punto nevralgico della mobilità fiorentina. Su questo viale è in costruzione la nuova stazione ferroviaria di Norman Foster per l'Alta-Velocità: Firenze Belfiore, una grande stazione riservata ai treni Eurostar ed Alta-Velocità (il progetto è in via di revisione e la costruzione della stazione Foster è stata sospesa (novembre 2016).
Via de' BenciSi trova nel centro storico di Firenze e vi troviamo il Palazzo Malenchini Alberti, il Palazzo Bardi-Tempi, il Palazzo Bardi, il Museo Horne, la Torre degli Alberti, la Chiesa Evangelica Metodista, l'Arco dei Peruzzi e il Palazzo de' Benci.
Via BologneseÈ una lunga via collinare che va dal ponte Rosso al cimitero di Trespiano ricca di ville signorili, e vi si affacciano la chiesa di Santa Maria del Pellegrino, il Giardino dell'Orticultura, la villa Triste, la villa La Pietra di proprietà della New York University, la villa Colletta, la Villa Salviati che è la sede degli Archivi Storici dell'Unione Europea, la Villa Finaly appartenente all'Università di Parigi, la villa dello Spedaluzzo, la Villa La Loggia che è la sede dell'antica casa editrice Giunti Editore, la villa La Torretta, villa Letizia, villa Fiorale, villa del Cupolino, la chiesa di Santa Lucia a Trespiano, il Cimitero di Trespiano, il cimitero delle Ballodole, ed il Consolato del Portogallo.
Borgo AlbiziÈ una lunga strada del centro storico di Firenze, che va in direzione est-ovest da via del Proconsolo a piazza Salvemini, passando per piazza San Pier Maggiore, e vi si affacciano numerosi palazzi di ricche famiglie fiorentine tra cui il palazzo Albizi e la torre degli Albizi da cui prende il nome la via, il palazzo Nonfinito, il palazzo Pazzi, il palazzo Pazzi dell'Accademia Colombaria, il palazzo Ramirez da Montalvo, il lato posteriore del palazzo della Banca d'Italia, il palazzo dei Visacci, il palazzo Valori, il palazzo Tanagli, il palazzo degli Alessandri, il palazzo Donati e le torri di Corso Donati.
Borgo AllegriIn Borgo Allegri ebbero i loro studi anche il Rossellino e Lorenzo Ghiberti. All'angolo con via Ghibellina si trova un tabernacolo della Madonna col Bambino e Santi di Giovanni da San Giovanni.
Borgo La CroceÈ una strada del centro che va da piazza Sant'Ambrogio a piazza Beccaria. Al numero 56 di Borgo la Croce una targa ricorda l'esistenza di una piccola cappella della Compagnia dei santi Crispino e Crespiniano, che una volta scomparsa la compagnia divenne cappella mortuaria della vicina chiesa di Sant'Ambrogio. Al numero 2 si trovava anticamente uno spedale (istituzione tipica delle strade da e per le porte cittadine) chiamato di San Niccolò degli Aliotti, dove venivano accolti i poveri e gli infermi; nel tempo è stato riconvertito ad abitazioni civili.
Borgo OgnissantiÈ una lunga strada della zona ovest del centro di Firenze, che deve il suo nome alla chiesa di Ognissanti. Corre più o meno parallela all'Arno e va da piazza Goldoni al Prato di Ognissanti. Vi si affacciano la chiesa Evangelica Battista, che prese il posto dell'antico teatro dell'Accademia dei Solleciti, dove venne messo in scena, per la prima volta in Italia, l'Amleto di Shakespeare, nel 1791, il palazzo Fossombroni, la Casa alla Rovescia, l'ospedale di San Giovanni di Dio, il palazzo della Marescialla e la casa-galleria Vichi.
Borgo PintiÈ una delle principali via sull'asse nord-sud del centro storico di Firenze, e sono presenti il Consolato di Slovenia, il Palazzo Roffia, il Palazzo Marzichi-Lenzi, il Palazzo Quaratesi dove visse ed ebbe l'officina il Giambologna, l'antico ingresso della chiesa di Santa Maria a Candeli, la chiesa di Santa Maria Maddalena dei Pazzi, l'ex-monastero di San Silvestro, la dimora dello scultore Lorenzo Bartolini, il Giardino del Borgo, il Palazzo Ximenes da Sangallo, il Casino Salviati e il Palazzo Della Gherardesca.
Borgo San FredianoSi trova nel quartiere di Oltrarno dove è ambientato il libro Le ragazze di San Frediano di Vasco Pratolini.
Borgo San JacopoÈ una strada dell'Oltrarno, la prima che si incontra a destra dopo il Ponte Vecchio, e su di essa si trovano la Torre dei Rossi-Cerchi, la Torre dei Barbadori, la pittoresca Torre dei Belfredelli, la Torre dei Ramaglianti, la Torre dei Marsili, la chiesa di San Jacopo Soprarno, la Torre degli Angiolieri e Fonatana dello Sprone del Buontalenti.
Borgo San LorenzoÈ situata tra piazza San Giovanni e piazza San Lorenzo, e vi si trovano il luogo dove soggiornò Michel del Montaigne, la Torre dei Rondinelli, l'Osservatorio Ximeniano, e il Consolato del Senegal.
Borgo Santa CroceÈ una strada del centro storico di Firenze situata fra via de' Benci e via Magliabechi, e sulla quale vi si affacciano la torre degli Alberti, il palazzo Antinori Corsini, la casa di Giorgio Vasari, il palazzo Spinelli, il palazzo Morelli e il palazzo Mori Ubaldini degli Alberti.
Borgo Santi ApostoliVi si affacciano la Torre dei Baldovinetti, il Palagio Buondelmonti, il Palazzo Acciaiuoli, la Torre dei Buondelmonti, la casa Acciaiuoli, il Palazzo Borgherini-Rosselli del Turco, il Palazzo degli Altoviti, il Palazzetto Buontalenti, la Casa delle Monache di Santa Maria della Disciplina e il Palazzo Salutati. Questo borgo è citato da Dante Alighieri nel canto dedicato alle famiglie antiche di Firenze in Paradiso con il trisavolo Cacciaguida (Paradiso, XVI, 134-135).
Borgo dei GreciÈ una strada del centro storico di Firenze, e prende il nome dalla famiglia fiorentina dei Greci, i quali abitavano in quello che fu anticamente l'Anfiteatro romano (ora via Torta e piazza Peruzzi), dove presumibilmente vivevano in epoca antica atleti e schiavi accanto al tempio dedicato ad Iside. Il Borgo de' Greci divenne poi in epoca più moderna della famiglia Peruzzi, alla quale è dedicata una piazza omonima.
Via di BrozziÈ la strada che attraversa l'omonimo sobborgo ad ovest di Firenze. La via si caratterizza per la presenza delle numerose corti, piazzali interni condivisi da numerose abitazioni a cui si accede spesso da passaggi angusti. Nel tratto attiguo alla Piazza I Maggio si nota l'ex Municipio; sono presenti inoltre un Torrione del XIII secolo, già facente parte del Palazzo Orsini Baroni, già Strozzi, riconoscibile per lo stemma mediceo sulla facciata, e l'Oratorio della Madonna del Pozzo (secolo XVII), che conserva una Madonna del XV secolo staccata da un tabernacolo vicino a un pozzo in paese e reputata "miracolosa" dalla tradizione popolare.

### C
- Viali di CirconvallazioneI viali di Circonvallazione sono una serie di viali di grandi dimensioni (da quattro fino a sei corsie) che circondano il centro di Firenze sulla sponda a nord dell'Arno, ispirati alle boulevard di Parigi furono costruiti durante il periodo in cui Firenze era capitale d'Italia, e sono:
  - Viale Fratelli Rosselli: Il viale parte da piazza Vittorio Veneto dopo il Ponte alla Vittoria, confluisce nel piazzale di Porta al Prato fino diventare viale Filippo Strozzi. Vi si affaccia il polo fieristico e congressuale della Stazione Leopolda, e la stazione di Firenze Porta al Prato per il trasporto ferroviario metropolitano Empoli-Firenze, oltre che a costeggiare i binari della linea T1 della rete tranviaria. Inoltre è in via di costruzione il nuovo polo musicale che tra gli altri ospiterà il Maggio Musicale Fiorentino: il Parco della musica e della cultura.
  - Viale Filippo Strozzi: Importante nodo urbanistico della città, tale viale circonda la Fortezza da Basso e i suoi giardini su tre dei quattro lati da cui è composta. Si interseca con Viale Spartaco Lavagnini verso Piazza della Libertà. Attraverso un grande sottopassaggio passa sotto alla recente piazza Bambine e Bambini di Beslan che collega la Fortezza da Basso al Palazzo dei Congressi nell'ambito di Firenze Fiera.
  - Viale Spartaco Lavagnini: Collega la Fortezza da Basso a Piazza della Libertà, intersecandosi con Viale Filippo Strozzi e vi si affacciano diversi locali notturni, ristoranti e scuole, oltre che a palazzi di notevole livello architettonico come per esempio il grande palazzo dirigenziale delle Ferrovie dello Stato.
  - Viale Giacomo Matteotti: Il viale collega le due importanti piazza della Libertà e piazzale Donatello, costeggiando il Giardino della Gherardesca, e il Cimitero degli inglesi. Sull'angolo con via Benivieni si trova un tabernacolo moderno con una Madonna dipinta da Ezio Giovannozzi.
  - Viale Antonio Gramsci: La strada collega piazzale Donatello a piazza Beccaria, dove troviamo l'Isola dei Morti, il Cimitero degli inglesi e il giardino della Gherardesca nella prima, mentre l'Archivio di Stato, Porta alla Croce e la sede de La Nazione nella seconda.
  - Viale Giovine Italia: Il viale, che si snoda quasi parallelamente a viale Giovanni Amendola, collega piazza Beccaria a Piazza Piave e ai lungarni: Lungarno della Zecca Vecchia e Lungarno Guglielmo Pecori Giraldi. Sul viale si affaccia una parte dell'Archivio di Stato di Firenze, la sede de La Nazione e, nella parte terminale, la Torre della Zecca.
  - Viale Giovanni Amendola: Il viale, che si snoda quasi parallelamente a viale Giovine Italia, collega piazza Beccaria al Lungarno Guglielmo Pecori Giraldi e al Ponte San Niccolò, strada di accesso al viale dei Colli che porta a piazzale Michelangelo. Vi si affacciano l'Archivio di Stato, la chiesa di Nostra Signora degli Angeli e la Sede ACI, esempio di architettura razionalista anni cinquanta. All'angolo col lungarno si trova la mole della caserma Baldissera, dove ha sede il comando della V Brigata, del II Battaglione Allievi Sottufficiali e della VI Brigata Toscana.

Via CalimalaÈ posta tra via Por Santa Maria e piazza della Repubblica, ed è sempre stata trafficata e luogo ideale per il commercio. In particolare qui aveva le sue botteghe l'Arte di Calimala, che ne prese il nome, la corporazione che importava e lavorava le materie prime come la lana grezza dall'Inghilterra e dalla Francia. Vi si affacciano il palazzo Rossi Canevari, il palazzo Paoletti, il palazzo dell'Arte della Lana, il Banco di Sicilia. La strada è ancora oggi fitta di negozi ed una particolarità sono i riquadri per i madonnari, opere estemporanee realizzate coi gessetti sul selciato: l'attività è oculatamente controllata dal Comune fiorentino.
Via dei CalzaiuoliÈ la via più centrale e tra le più eleganti di Firenze, meta costante di un intenso traffico pedonale, lungo i suoi lati si trovano molti dei negozi più eleganti della città. Parallela a via Roma, e collegata a Piazza della Repubblica da via degli Speziali, questa via si snoda da piazza San Giovanni a piazza della Signoria. Vi si affaciano Orsanmichele, chiesa di San Carlo dei Lombardi, la Venerabile Arciconfraternita della Misericordia, le Torri degli Adimari, il palazzo Bombicci, il palazzo dei Buonaguisi, il palazzo dell'Arte dei Mercatanti, il palazzo dei Cavalcanti, la a sede della Compagnia di Orsanmichele e il laboratorio di Donatello e Michelozzo.
Via di CamaldoliÈ compresa tra Piazza Tasso e Piazza de' Nerli, prende il nome dalla Congregazione dei Camaldolesi che si stabilì nella zona.
Via Gino CapponiÈ una strada del centro storico nella zona nord, tra piazza Santissima Annunziata e piazza Isidoro del Lungo, sui viali di Circonvallazione, e sulla quale si affacciano il palazzo di Gino Capponi da cui la strada prende il nome, un lato della Basilica della Santissima Annunziata, la Palazzina dei Servi di proprietà dell'Università di Firenze, l'antica Casa di Andrea del Sarto, l'ingresso posteriore del Giardino dei Semplici, il Palazzo di San Clemente, la casa di Tommaso Salvini, la cancellata posteriore del Giardino della Gherardesca, ed il Consolato di Bulgaria e il Consolato di Norvegia.
Via CavourÈ una delle principali vie della zona nord del centro della città, e su di essa si affacciano numerosi palazzi come il Palazzo Medici Riccardi che è sede della Provincia di Firenze, la Biblioteca Marucelliana, il Palazzo Panciatichi, Palazzo Capponi-Covoni, il Palazzo Bastogi, la casa di Gioachino Rossini, il Palazzo Bartolommei, il caffè Michelangelo, la casa di Giovanni Spadolini, il Palazzo Fenzi-Marucelli, l'ex convento di Santa Caterina, il Tabernacolo della Madonna della Rosa, il consolato della Grecia ed il consolato dei Paesi Bassi, la Farmacia di San Marco, il Casino Mediceo di San Marco, il Chiostro dello Scalzo e il palazzo progettato da Giacomo Roster dove abitò Egisto Paolo Fabbri. La via permette da piazza San Giovanni (tramite via de' Martelli), di raggiungere piazza San Marco e, proseguendo, di giungere a piazza della Libertà.
Via de' CerretaniÈ un'ampia via del centro storico che da piazza della Stazione (tramite via Panzani) porta a piazza San Giovanni. Su questa via si affacciano numerose attività commerciali, e palazzi di notevole livello architettonico come il palazzo Del Bembo, la chiesa di Santa Maria Maggiore, il campanile mozzato, il palazzo delle Cento Finestre, il palazzo Carnesecchi, il palazzo Arrighetti-Gaddi, la Torre dei Marignolli e la torre scapitozzata.
Viale dei ColliPer Viale dei Colli s'intende l'insieme di viali che attraversano la zona collinare a sud del centro storico, cingendo il quartiere di Oltrarno. Si compone del viale Nicolò Machiavelli, del viale Galileo Galieli, e del viale Michelangelo, che porta al piazzale Michelangelo, concepito come una grandiosa terrazza panoramica su Firenze. Lungo il viale si incontrano giardini con gazebo e chalet e, adiacenti al piazzale Michelangelo, si trovano il Giardino delle Rose e il Giardino dell'Iris.
Via della ColonnaSi estende da piazza della Santissima Annunziata a piazza d'Azeglio, che deve il suo nome alle "colonne" che sostenevano le tettoie dei grandi tiratoi dell'Arte della lana. Nella strada vissero numerosi artisti, che spesso abitarono in questa parte del centro, come il Pontormo o Gasparo Paoletti.
Via della CondottaLa strada va da piazza San Firenze a via Calzaiuoli vicino a piazza della Signoria, e vi si affacciano il Palazzo delle Farine, la Torre dei Sacchetti, la Torre degli Alepri, il palazzo Giugni, il palazzo dei Cerchi e il Consolato de El Salvador.
Via del CorsoSi trova tra via dei Calzaiuoli e via del Proconsolo, ed è nel cuore della zona più antica della Florentia romana, facendo parte dell'antico decumano. Vi si trovano la Torre dei Ricci, la Torre dei Ghiberti, la Torre dei Donati, la chiesa della Madonna de' Ricci, la chiesa di Santa Margherita dei Cerchi, il Palazzo Portinari-Salviati dove visse Cosimo I de' Medici che oggi è sede della Banca Toscana,
Costa San GiorgioÈ una strada collinare della città che deve il suo nome alla chiesa di San Giorgio alla Costa. Vi si affacciano la casa di Giovanni Duprè, la casa di Galileo Galilei, la sede storica della casa editrice Le Lettere, fondata da Giovanni Gentile, la Porta San Giorgio.

### E
- Via Vittorio Emanuele IIDedicata al primo regnante Savoia è una strada lunga circa 2 km che collega la zona del Ponte Rosso con quella di Rifredi attraversando il quartiere di Montughi.
Viale Etruria
Viale Europa

### F
- Via FaentinaVa dal Ponte Rosso fino via Salviati, per poi proseguire fino ad arrivare a Faenza, e vi troviamo la chiesa di San Marco Vecchio, la villa Minerbetti sede dell'Istituto delle Suore Serve di Maria Santissima Addolorata, la villa I Nespoli e la chiesa di Santa Maria del Fiore a Lapo.
Via FaenzaÈ una via del centro storico di Firenze che va da Piazza Madonna degli Aldobrandini (davanti alle Cappelle Medicee di San Lorenzo) alla Fortezza da Basso su viale Filippo Strozzi. Sono presenti la chiesa di San Giuliano, l'ex-Educandato di Fuligno che ospita il Museo del Cenacolo del Perugino, la San Jacopo in Campo Corbolini, il Cinema Ciak Atelier. Il palazzetto chiamato Villa Strozzi fu abitato dal segretario diplomatico Alphonse de Lamartine, che vi ospitò Stendhal nel 1828, quando il grande romanziere francese stava scrivendo Il rosso e il nero. Proprio dalla visita di Stendhal a Firenze fu nominata la cosiddetta Sindrome di Stendhal suscitata dalla grande bellezza della città.
Via dei FossiLa via si trova tra piazza Santa Maria Novella e piazza Goldoni, ed è famosa per negozi di arte e antiquariato alcuni dei quali si trovano anche nel cortile interno di palazzo Fossombroni.

### G
- Via dei GeorgofiliÈ situata dietro al Piazzale degli Uffizi e prende il nome dall'Accademia dei Georgofili che ha sede nella Torre del Pulci.
Via GhibellinaÈ una delle vie più lunghe del centro di Firenze, e conta vari monumenti tra i quali il palazzo del Bargello. palazzo Borghese, la Badia Fiorentina, il Teatro Verdi, la Casa Buonarroti, il Tabernacolo delle Stinche, il Palazzo Salviati-Quaratesi, il Palazzo Jacometti-Ciofi, il Palazzo Guicciardini Corsi Salviati, la casa di Emilio De Fabris, la chiesa dei Santi Jacopo e Lorenzo, il Palazzo Vivarelli-Colonna e l'ex monastero delle Murate. La via si snoda dal palazzo del Bargello fino ad arrivare all'archivio di stato sui viali di circonvallazione.
Via de' GinoriSi trova nel centro storico tra piazza San Lorenzo e via San Gallo, e vi si affacciano il palazzo Ginori, la casa di Baccio Bandinelli, il palazzo Neroni, il palazzo Barbolani di Montauto, il palazzo Taddei, la casa di Raffaello Sanzio, il palazzo Tolomei, il retro di Palazzo Medici-Riccardi e la Biblioteca Riccardiana.
Via San GiuseppeÈ una strada che corre più o meno parallela all'Arno, da piazza Santa Croce a via delle Casine, e vi si trovano la chiesa di Santa Maria Vergine della Croce al Tempio, la chiesa di San Giuseppe e il tabernacolo con la Madonna col bambino tra i Santi Giovanni e Pietro.
Via GuelfaSi snoda tra piazzale del Crocifisso e via degli Alfani e via Cavour, e vi si trovano la chiesa di San Barnaba, la chiesa Avventista Episcopale, l'Istituto di Sant'Agnese, della Compagnia del Bigallo, la casa di Giuseppe Poggi, e numerosi tabernacoli.
Via GuicciardiniÈ una via del centro storico di Firenze che prende il nome dal palazzo Guicciardini. Oltre a questo vi si trovano la casa natale di Niccolò Machiavelli, la Torre dei Mannelli, la Torre dei Rossi-Cerchi e la Torre degli Obriachi.
Viale GuidoniÈ un viale del quartiere di Novoli nella zona nord-ovest della città, e vi si affacciano il Polo delle Scienze Sociali dell'Università di Firenze, il grande palazzo di Giustizia di Firenze, la nuova sede della Cassa di Risparmio di Firenze e il Mercato ortofrutticolo di Novoli.

### L
- Via LambertescaÈ un'antica strada che va dal piazzale degli Uffizi a via Por Santa Maria, e vi si trovano la torre dei Rigaletti, la torre dei Salterelli, l'antica sede dell'Arte dei Correggiai, il palazzo Bartolommei-Buschetti, le case dei Ciampelli e dei Bellacci, il ristorante Antico Fattore, sede dell'omonimo premio letterario nato nel 1931, che premiò poeti del calibro di Eugenio Montale e Salvatore Quasimodo, la Torre dei Pulci e la porta delle Suppliche in cui sono ospitati alcuni uffici della Soprintendenza speciale di Firenze.
LungarniI lungarni di Firenze tagliano in due il centro storico, e vi si affacciano numerosi luoghi di interesse come il Corridoio vasariano e gli Uffizi, il Parco delle Cascine, la Biblioteca Nazionale Centrale, il Ponte alle Grazie, la Chiesa di San Frediano in Cestello, Piazza Demidoff, oltre che alle varie torri.
  - Lungarno degli Acciaiuoli, è quel tratto della sponda nord dei lungarni fiorentini che va dal Ponte Vecchio al ponte Santa Trinita.
  - Lungarno degli Archibugieri
  - Lungarno Anna Maria Luisa de' Medici
  - Lungarno Corsini
  - Lungarno Diaz
  - Lungarno Torrigiani
  - Lungarno delle Grazie
  - Lungarno della Zecca Vecchia
  - Lungarno Guglielmo Pecori Giraldi
  - Lungarno del Tempio
  - Lungarno Cristoforo Colombo
  - Lungarno Vespucci
  - Lungarno dei Pioppi
  - Lungarno Pignone
  - Lungarno Soderini
  - Lungarno Guicciardini
  - Lungarno Serristori
  - Lungarno Cellini
  - Lungarno Francesco Ferrucci

### M
- Via de' MacciÈ una via del centro posta tra via San Giuseppe e piazza Sant'Ambrogio, sulla quale si affacciano l'Ex convento di San Francesco de' Macci e il Teatro del Sale.
Via MaggioSi trova nel quartiere di Oltrarno, sulla quale numerosi sono i palazzi che si distinguono per la bellezza e scenograficità, non a caso da questa strada spesso passavano i cortei ufficiali dei Granduchi di Toscana che passavano sul Ponte di Santa Trinita, piuttosto che sullo stretto Ponte Vecchio. Tra i tanti ricordiamo il palazzo di Bianca Cappello, il palazzo Pitti-Mannelli, il Palazzo Agostini, il Palazzo Ricasoli Firidolfi, il Palazzo Michelozzi, il Palazzo Martellini-Rosselli del Turco, il Palazzo Zanchini-Corbinelli, il Palazzo Ridolfi, il palazzo di Cosimo Ridolfi, il Palazzo Pannocchieschi, il Palazzo Biliotti, il palazzo Dami, il Palazzo Corsini Suarez, la casa di Bernardo Buontalenti, la Casa Ridolfi,
Via dei MalcontentiVa da via delle Casine a piazza Piave, e vi si trova la Pia Casa di Lavoro di Montedomini.
Via de' MartelliÈ una centrale strada di Firenze, situata nel centro storico della città. La via inizia da piazza del Duomo, all'altezza del Battistero di San Giovanni, fino a via Cavour con il Palazzo Medici-Riccardi. Dal 25 ottobre 2009, con la pedonalizzazione di piazza del Duomo, la via è stata resa esclusivamente ad uso pedonale e ciclabile.
Via del MoroÈ una centrale strada di Firenze,situata tra piazza Goldoni e via dei Banchi.

### N
- Via NazionaleÈ una via del centro di Firenze, da piazza dell'Indipendenza a largo Fratelli Alinari, che si immette in piazza della Stazione, ed oltre ad essere uno degli accessi al Mercato di San Lorenzo, su di essa si affacciano numerosissimi hotel e strutture alberghiere, ed è da citare la presenza del Tabernacolo delle Fonticine, capolavoro di Girolamo Della Robbia.
Via de' NeriSi trova nel centro storico della città, e vi si trovano la Loggia del Grano, l'antica Torre dei Filipetri, il Palazzo Fagni-Da Diacceto, il Palazzo Bagnesi, il palazzo Soldani, il Palazzo di Alberto di Zanobi, il Palazzo Nori, la Torre dei Bagnesi e il Palazzo Mellini.

### O
- Via dell'OriuoloSi trova tra via Fiesolana e piazza del Duomo, e prende questo nome perché Niccolò di Bernardo da San Friano, nel 1353 costruì l'orologio destinato alla torre del Palazzo della Signoria, il primo orologio a ruota costruito a Firenze. Vi si trovano la facciata laterale di Palazzo Sacrati, l'ex Monastero delle Oblate sede della Biblioteca delle Oblate e del Museo di Firenze com'era, il Palazzo della Banca d'Italia, il Palazzo Bastogi che ospita l'Archivio Storico del Comune di Firenze, il Palazzo Corsi-Albizi, il Palazzo degli Sporti e la Casa degli Alessandri.

### P
- Viale Pasquale PaoliSi trova nel quartiere di Campo di Marte, si origina come prolungamento del Viale dei Mille, e vi si affacciano lo Stadio Artemio Franchi sede dell'ACF Fiorentina, lo Stadio di Atletica Luigi Ridolfi e il Nelson Mandela Forum uno dei più grandi palasport italiani.
Via PalazzuoloÈ una lunga via del centro che va da piazza degli Ottaviani al Prato, e vi si trovano l'oratorio dei Vanchetoni, il Palagetto dei Sovajoli o Vetriciaio, oltre che a numerosi tabernacoli.
Via PanzaniSi trova tra piazza dell'Unità italiana e via de' Cerretani. La strada, tra le più trafficate del centro storico, è nel tragitto che va dalla stazione di Santa Maria Novella al Duomo. Ad una estremità della strada si trova il canto dei Carnesecchi, dove troneggiava anticamente l'Ercole e il Centauro Nesso di Giambologna, davanti al palazzo delle Cento Finestre che si chiamava appunto "Strozzi al Centauro". L'ospitalità alberghiera sulla strada è molto attiva fin dall'Ottocento, come testimoniano alcuni ospiti illustri ricordati da targhe: Giuseppe Garibaldi (22 ottobre 1867) e, cambiando completamente campo, Vincenzo Peruggia, l'operaio che riuscì a rubare la Gioconda dal Louvre; l'albergo esiste ancora ed oggi si chiama prosaicamente "Gioconda".
Via de' PecoriSituata tra piazza San Giovanni, via Roma e via de' Brunelleschi che porta a piazza della Repubblica, vi si affacciano il cinquecentesco palazzo Orlandini del Beccuto e il Palazzo Pola e Todescan.
Via PietrapianaSi estende da piazza Sant' Ambrogio a via Fiesole, e vi si trovano la chiesa di Sant'Ambrogio, tabernacolo della Madonna col Bambino attribuito ad artisti della cerchia di Donatello, il palazzo Francioni, il palazzo Pascolutti Giani sede dell'Accademia dei Risoluti, il palazzo Fioravanti e la sede provinciale delle Poste e Telegrafi.
Via PistoieseÈ una lunga via situata nella zona occidentale della città e attraversa i quartieri di Peretola, Petriolo, Quaracchi, Le Piagge e Brozzi.
Via del Ponte alle MosseSi trova nella periferia ovest, dal piazzale di Porta al Prato a piazza Puccini. La strada deve il proprio nome al ponte sul Mugnone, presso piazza Puccini, da dove prendeva anticamente "le mosse" (cioè partiva) la corsa dei barberi, un palio a cavallo molto antico, disputatosi fino al XIX secolo. La partenza del palio venne comunque spostata in seguito al piazzale di Porta al Prato e la via prese il nome attuale solo nel 1871. Fino ad allora si era chiamata più semplicemente via Pistoiese.
Via Porta RossaSi trova nel centro storico tra via Calzaiuoli e via Tornabuoni, e vi si trovano il Palazzo Davanzati, l'antica Torre dei Foresi, il Palazzo Bartolini Torrigiani e la torre dei Monaldi.
Via Por Santa MariaSi trova a Firenze, tra via Calimala e il Ponte Vecchio, e vi sono la Torre degli Amidei, la Torre dei Baldovinetti, la torre dei Consorti e Borsa delle Merci davanti alla fontana del Porcellino.
Via del ProconsoloSi trova tra piazza del Duomo e piazza San Firenze, e vi si trovano il Palazzo dell'Arte dei Giudici e Notai, la chiesa di Santa Maria in Campo, il Palazzo Pazzi Quaratesi, l'antica zona absidale della Badia fiorentina, la Libreria Editrice Felice Paggi, il Palazzo del Bargello che conserva uno straordinario numero di capolavori, tra i quali si possono citare le di Michelangelo, i bronzi di Giambologna e Benvenuto Cellini, i capolavori di Donatello, Andrea Verrocchio e molti altri, il Palazzo Nonfinito sede del Museo Nazionale di Antropologia ed Etnologia, il più antico d'Italia ed uno dei più ricchi in Europa in cui tra gli straordinari reperti si contano le collezioni del capitano James Cook e di Fosco Maraini.
Via Pratese

### R
- Via RicasoliÈ collocata tra piazza del Duomo e piazza San Marco ed è dedicata alla famiglia Ricasoli che qui aveva il palazzo di Bettino Ricasoli. Vi si affacciano inoltre il Teatro Niccolini, il Teatro della Compagnia, il Tabernacolo delle cinque lampade e il grande Palazzo Gerini.
Via RomaÈ una mondana via del centro storico dalla vocazione prettamente commerciale, con numerosi negozi che vi si affacciano, lo storico Caffè Gilli e molte attività site in eleganti palazzi ottocenteschi, e si snoda da piazza San Giovanni fino a confluire in piazza della Repubblica.
Via RomanaÈ una lunga strada del quartiere Oltrarno, e si estende da Piazza San Felice, a pochi passi da Palazzo Pitti, fino alle mura di Firenze. Vi si affacciano l'Oratorio di San Sebastiano de' Bini, il Museo della Specola, l'ex ospizio di San Niccolò, la Chiesa di San Pier Gattolino, il Giardino Corsi Annalena, uno degli accessi monumentali di Boboli, l'ex Spedale dello Spirito Santo, l'ex Spedale di San Pier Novello e la casa di Giosuè Carducci.
Viale Redicollega San Jacopino con Piazza Puccini costeggiando il torrente Mugnone.
Via de' RondinelliÈ una strada del centro storico che va da piazza Antinori a via de' Cerretani, immettendosi nello stesso punto dove arriva via de' Banchi e si tratta di un prolungamento ideale di via de' Tornabuoni, con la quale ha in comune la presenza di numerosi antichi palazzi nobiliari. Su questa strada si affacciano il palazzo Antinori, il palazzo Adorni Braccesi, il palazzo Franceschi, il palazzo Ginori dove visse anche Carlo Lorenzini l'autore di Pinocchio e il palazzo Pasquali. Nel passato era chiamata via dei Carnesecchi.
Via de' RusticiÈ una via che va da via de' Neri a piazza Peruzzi, e vi si trovano il palazzo di Alberto di Zanobi, il palazzo Visconti di Modrone, il palazzi Peruzzi, il palazzo Venerosi Pesciolini, il Palazzo Borgianni, la torre dei Peruzzi e la zona absidale della trecentesca chiesa di San Remigio.
Viale Augusto RighiÈ una strada alberata, sotto le pendici di Fiesole, che congiunge Via Lungo l'Affrico (all'altezza del Salviatino) con Piazza Edison. Sulla facciata di una casa frontista, è posta una meridiana di epoca romana.

### S
- Via San CarloÈ una strada che va da piazza Bellosguardo a via di Soffiano, e vi si trovano la Villa Niccolini e la villa turrita che fu dei Bonciani, che possedevano palazzi e torri fra il Borgo Santi Apostoli e via delle Terme.
Via San GalloSi trova nel centro storico di Firenze, parallela a via Cavour, era il prolungamento dell'antico cardo romano verso nord. Su questa strada si affacciano la Porta San Gallo (ora Piazza della Libertà), il Conservatorio delle Mantellate, la chiesa di Sant'Agata, l'ex Ospedale Bonifacio, il Palazzo Pandolfini disegnato da Raffaello, la chiesa di San Giovannino dei Cavalieri, la Loggia dei Tessitori, il Giardino di San Marco, il Palazzo Le Monnier, il Palazzo Socci, l'Oratorio di Gesù Pellegrino, il Monastero di Sant'Apollonia, il Palazzo Fenzi e la Chiesa Avventista Episcopale.
Via San NiccolòSi trova all'estremità est del quartiere di Oltrarno, da piazza Giuseppe Poggi a piazza dei Mozzi e conta edifici storici come il palazzo Del Rosso, la parte posteriore del palazzo Demidoff-Amici, il palazzo Gianni-Lucchesini-Vegni, la residenza di Andrej Tarkovskij, il palazzo Stiozzi-Ridolfi, il palazzo Nasi-Quaratesi e la casa di Francesco Dall'Ongaro.
Via Sant'AntoninoAnticamente chiamata via dell'Amore, le cui vicende hanno ispirato La Mandragola di Niccolò Machiavelli, è una via del centro che va da piazza dell'Unità italiana a piazza del Mercato Centrale. Si affacciano su questa strada il Palazzo dei Cartelloni e l'oratorio di San Giuseppe. La via è ricca di tabernacoli, a partire dall'angolo con piazza dell'Unità, dove si trova una edicola sulla cantonata con una Madonna col Bambino in stile robbiano, simile a quello che si trova subito dopo l'angolo in via dell'Amorino. Sul lato dell'Hotel Majestic, costruzione moderna, è situato un altro antico tabernacolo con un affresco mariano trecentesco, ridipinto nel Settecento. Il tabernacolo più notevole si trova comunque subito dopo via guelfa, dedicato alla "Vergine Annunciata", come si legge nel cartiglio. Opera di un pittore fiorentino del Trecento, è inserito in una cornice in pietra serena e decorazione a stucco con angeli in rilievo.
Via Santo SpiritoÈ situata in Oltrarno, più o meno parallela al fiume, tra piazza dei Frescobaldi e piazza Nazario Sauro, e vi si trovano la facciata posteriore di palazzo Capponi-Vettori, il palazzo Segni, palazzo Machiavelli, il palazzo Coverelli, il palazzo Frescobaldi, la Casa Pitti, il palazzo Bardi-Guicciardini, il retro di palazzo Lanfredini nel quale è incassata l'antica torre dei Lanfredini, il palazzo Manetti, la casa natale di Francesco Ferrucci, il palazzetto Medici e il Palazzo Rinuccini.
Via della ScalaÈ una strada in pieno centro storico che va da piazza Santa Maria Novella al viale Fratelli Rosselli, e vi si trovano la Chiesa di San Martino in Santa Maria della Scala da cui prende il nome la via, il palazzo Dal Borgo, l'Oratorio dei Santi Jacopo e Filippo, il retro del convento di Santa Maria Novella, l'Officina profumo-farmaceutica di Santa Maria Novella attiva ininterrottamente dal Seicento, la Scuola Sottufficiali Carabinieri, la casa del Beato Ippolito Galantini, il Palazzo Venturi-Ginori, la chiesa di San Jacopo di Ripoli, e una parte del Giardino Corsini.
Via dei SerragliÈ una strada del quartiere Oltrarno che va da piazza Nazario Sauro (Ponte alla Carraia) a piazza della Calza (Porta Romana). Si affacciano su questa strada il Palazzo Rinuccini, il Palazzo Feroni-Del Pugliese, il Palazzo Antinori di Brindisi, il Palazzo Rosselli del Turco, il Palazzo Pallavicini, Palazzo Baldovinetti dove abitò Galileo Dati, la casa natale di Antonio Meucci, il seicentesco Palazzo Ricasoli-Salviati, la facciata dell'Istituto Gould, la Galleria Pio Fedi, la Chiesa e convento di San Vincenzo d'Annalena, il Teatro Goldoni, l'ex monastero di Sant'Elisabetta delle Convertite, la casa di Alphonse de Lamartine e il Giardino Torrigiani.
Via dei ServiÈ una strada del centro storico di Firenze che collega due importanti piazze: piazza del Duomo e piazza della Santissima Annunziata con la suggestiva veduta prospettica da entrambi i lati, con la statua di Ferdinando I de' Medici e la Cupola del Brunelleschi alle estremità. Vi si trovano la chiesa di San Michelino Visdomini con un'importante opera del Pontormo, il Palazzo Naldini del Riccio, il Palazzetto Del Bianco, il Palazzo Pasqui, il palazzo di Sforza Almeni, il Palazzo Niccolini, il Palazzo Durazzo, il Palazzo Budini Gattai, il Consolato del Belgio, il Consolato della Danimarca e il Consolato della Spagna.
Via del SoleSi snoda dall'incrocio con via della Spada e via delle Belle Donne e piazza Santa Maria Novella, e vi si trovano il tabernacolo di San Sisto papa, le case dei Cigliamochi, l'antico Ospedale dei vallombrosani di San Pancrazio, il palazzo Farinola, il palazzo Da Magnale, e l'antica buchetta del vino.
Via della SpadaSi trova tra via de' Tornabuoni e piazza degli Ottaviani, e vi si affacciano palazzo Dudley, il tabernacolo di San Sisto papa e l'abside della ex-chiesa di San Pancrazio.
Via degli SpezialiÈ un'elegante via situata tra via de' Calzaiuoli e piazza della Repubblica, ed ha un aspetto prettamente signorile e commerciale, con palazzi ottocenteschi dall'aspetto borghese, frutto del periodo in cui Firenze era capitale d'Italia.
Via dello StatutoÈ una strada che conduce dal centro storico di Firenze in direzione nord verso il quartiere di Rifredi e l'Ospedale di Careggi. Su questa via, che dà il nome all'omonimo quartiere tramite una sopraelevata è presente la stazione di Firenze Statuto.
Via XX Settembre

### T
- Via delle TermeÈ una via situata tra via Por Santa Maria e piazza Santa Trinita. La strada è una delle più suggestive della città per l'edilizia medievale grazie alle torri e palagi che vi si affacciato. Vi si affacciano il palazzo dell'Arte dei Galigai, il palazzo dell'Arte della Seta, la Torre dei Giudi, il palagio Buondelmonti, il retro del palazzo di Parte Guelfa e del palazzo Canacci, il palazzo de' Nobili, il palazzo Scali-Ricasoli e palazzo Bartolini-Salimbeni.
Via de' TornabuoniÈ una lussuosa strada del centro storico che si caratterizza per la presenza delle migliori boutique di stilisti di alta moda e di gioielleria, su cui si affacciano numerosi palazzi storici, tra cui palazzo Strozzi, il Palazzo Tornabuoni, il Palazzo Spini Feroni, il Palazzo Buondelmonti, il Palazzo Bartolini Salimbeni, il Palazzo Medici Tornaquinci, il Palazzo Altoviti Sangalletti, il Palazzo Gherardi Uguccioni, uno dei palazzi dei Gianfigliazzi, la Torre dei Gianfigliazzi, il Palazzo Minerbetti, il Palazzo Strozzi del Poeta, il Palazzo del Circolo dell'Unione, il Palazzo Dudley, il Palazzo Viviani della Robbia, il Palazzetto Tornabuoni, il Palazzo Larderel, il Palazzo Antinori e la chiesa di San Gaetano. La strada va da piazza Antinori al ponte Santa Trinita, attraversando piazza Santa Trinita. Insieme a via della Vigna Nuova e via degli Strozzi forma un distretto commerciale di lusso nel centro di Firenze.
Via delle TorriSituata nel Quartiere 4 di Firenze, essa si trova nel rione "Le Torri", ed è famosa per la sede del consiglio del Quartiere e per la Villa Vogel, edificio donato dalla famiglia Vogel al comune a fine anni '80.
Via TrentoÈ una breve via collinare che s'immette nel primo tratto fiorentino di Via Bolognese, vi si affacciano alcuni interessanti esempi di villa urbana del primo Novecento, nonché l'accesso agli Orti del Parnaso, piccola area verde adiacente al Giardino dell'Orticultura, da cui si gode di una suggestiva vista panoramica sulla città.

### V
- Via della Vigna NuovaSi trova tra via de' Tornabuoni e piazza Goldoni, e prende il nome dalla vigna dei monaci di San Pancrazio, che venne detta "nuova" per distinguerla da quella "vecchia" dei monaci della Badia fiorentina. Vi si affacciano il palazzo dei Temperani e il palazzo dei Berardi, ed è una strada dall'aspetto sobrio ed elegante, è ricca di negozi e boutique di famosi stilisti, quasi un'appendice della vicina via de' Tornabuoni.
Via della Vigna VecchiaSi trova tra piazza San Firenze e via Isola delle Stinche, e vi si affacciano il palazzo Libri e il palazzo Da Cintoia.
Via Giuseppe VerdiSi trova tra piazza Santa Croce e Via Pietrapiana, e prende il nome dal grande Maestro di Fine '800. Un tempo questa strada si chiamava "via del Fosso" in ricordo al fossato della prima cerchia muraria comunale.